# 刑事コロンボの犯人
刑事コロンボの犯人（けいじコロンボのはんにん）
テレビドラマ『刑事コロンボ』のシリーズ中、主人公コロンボと対決した犯人。なお、それに準じるゲスト登場人物についても併せて触れる。

## パイロット版の犯人
殺人処方箋 "Prescription: Murder"
レイ・フレミング - 演：ジーン・バリー（吹き替え：瑳川哲朗（旧版）、若山弦蔵（新版）、新版追加吹き替え：麦人）
- 職業：精神科医。
- 人物：著名な精神分析医で、ロサンゼルスの高級アパートに居を構える。年上の妻キャロルとは結婚して10年になるが、もともとキャロルの財産を目当ての結婚だった。大学時代からの親友に地方検事のバート・ゴードン（演：ウィリアム・ウィンダム）がいる。頭脳明晰なエリートで、用心深く常に己の感情をコントロールし、決してボロを出すことはなかった。常に二手三手を用意をしていて、執拗なコロンボの追及を上手くかわしていた。また冷徹な一面を持ち、共犯者である愛人の死の一報を聞いても、感情を高ぶらせるそぶりを全くしなかった。
- 被害者：犯人の妻キャロル・フレミング（演：ニナ・フォック）
- 犯行：患者である女優のジョーン・ハドソン（演：キャスリン・ジャスティス）との不倫の事実を知った妻から離婚という最後通牒を突きつけられる。しかし資産家の妻と別れることは精神分析医としての社会的地位を失うことになるため、周到な計画を巡らして妻を扼殺し、ジョーンを妻に変装させてアリバイ工作をおこなった。
- 備考：原題は「殺人処方箋」ではなく「処方：殺人」である。本作は同名の舞台劇を下敷きにしており、舞台版の主人公はコロンボではなくフレミング（ファーストネームはロイ）であったが、主人公を追い詰めるコロンボ刑事に人気が集まりスピンオフとして『刑事コロンボ』が誕生した。なお、演じたのは『第三の男』などで知られるジョゼフ・コットン。

死者の身代金 "Ransom for a Dead Man"
レスリー・ウィリアムズ - 演：リー・グラント（吹き替え：山東昭子、追加吹き替え：弥永和子）
- 職業：女性弁護士。
- 人物：野心的で計算高い性格。年の離れた夫ポールと結婚したのも、法曹界の大物である彼を自身の出世に利用するためで、愛情は全く持っていない。ポールの前妻の娘であるマーガレット（演：パトリシア・マティック）とは犬猿の仲で、自分になつかない彼女をスイスの寄宿学校に入れて遠ざけていた。セスナ機の操縦資格を持っており、自ら操縦する自家用機にコロンボを招待、操縦桿まで握らせる度胸の良さを持つ。事件の真相を暴こうと食い下がるマーガレットを金で懐柔しようとするなど、金を価値観の全てとする人物である。
- 被害者：犯人の夫、弁護士ポール・ウィリアムズ（演：ハーラン・ウォード）
- 犯行：愛情のない結婚生活に耐えかねたポールは離婚を切り出す。法曹界から追い出されることを恐れたレスリーは、夫を銃殺し遺体を隠匿。脅迫状や電話越しの音声を準備し、彼が誘拐されたように偽装する。更に誘拐犯に身代金を払ったように見せかけ、ウィリアムズ家の貯金を着服。マーガレットが相続する筈だった財産を自分の物にする、一石二鳥の計画を完成させた。
- 備考：第2のパイロット版で、様々な点で「殺人処方箋」とは対照的である。本エピソードへの出演により、リー・グラントはエミー賞にノミネートされた。レスリーはコロンボとの駆け引きで「いもしない奥さんの話をして」と言っており、この時点ではコロンボの「カミさん」は架空の存在という設定だったとも考えられる。『刑事コロンボ』をモデルにした『古畑任三郎』の第1シーズン第4話「殺しのファックス」の雛形。

## 旧シリーズの犯人

### 第1シーズン
構想の死角 "Murder by the Book"
ケン・フランクリン - 演：ジャック・キャシディ（吹き替え：田口計）
- 職業：ミステリー作家
- 人物：ジム・フェリスとコンビを組んで、10年に渡って推理小説「メルヴィル夫人シリーズ」を発表し、人気を博していたが、実際はフェリスが一人で執筆を行っており、文才はないが交渉事が得意なケンは執筆はせず、マネージメントやマスコミ対応などを務めていた。性格は傲慢でかつ名誉欲が強い。豪奢な邸宅、サンディエゴにある別荘、高価な絵画に大金を投じるなど、大変な浪費家で、また女性遍歴も華やかである。
- 被害者：犯人の相棒でミステリー作家のジム・フェリス（演：マーティン・ミルナー）、雑貨店の女主人リリー・ラ=サンカ（演：バーバラ・コルビー）
- 犯行：社会派物を手掛けたくなったフェリスがコンビの解消を申し出たことにより、それまでの作家としての立場が失われることを恐れ、巧妙なアリバイ・トリックを使ってフェリスを射殺。犯罪組織のリストを偽装し、彼の指紋を付け、その誰かから消されたように装った。また真相を知った雑貨屋の女主人リリー・ラ=サンカも口封じのために撲殺して湖に沈め、水難事故に偽装した。
- 備考：本エピソードの監督は当時24歳の若き日のスティーブン・スピルバーグで、オープニングの大胆なシームレス映像をはじめ随所に見どころが多い。ちなみにケンがラ=サンカ夫人にプレゼントする、自分とフェリスの共著の書物の題名は「殺人処方箋」である。

指輪の爪あと "Death Lends a Hand"
ブリマー - 演：ロバート・カルプ（吹き替え：梅野泰靖）
- 職業：探偵社の社長
- 人物：元ロサンゼルス市警の警察官で、探偵に転身して一代で大手の探偵社を築いた。海岸沿いの家に住んでいる。眼鏡の奥から鋭い眼光を放ち、一見、自信家で冷静沈着な人物に見えるが、実際には短気ですぐ頭に血が上るタイプで、部下からも恐れられている。
- 被害者：新聞社々長夫人レノア・ケニカット（演：パット・ローリー）
- 犯行：新聞界の大物アーサー・ケニカット（演：レイ・ミランド）から夫人の浮気調査を依頼されるも、浮気の事実を掴みながら嘘の報告をし、それをネタに夫人を脅す。しかし夫人はブリマーの脅迫を撥ね付けるとともに、夫に脅迫の内容を含む真実を全て打ち明けると宣言する。不正を暴かれた上に有力者のケニカットに睨まれては、ブリマーは全てを失う。夫人を止めようとして揉み合いとなり、彼女の顔をバックハンドで殴打、倒れた夫人はテーブルに頭部を強打して死亡してしまう。ブリマーは室内の指紋などの証拠を消した上、夫人の遺体を遠く離れた路上に放置し、自分と彼女との関りを隠蔽する。
- 備考：日本語ノヴェライズ版ではブリマーが夫人の浮気相手のゴルフ・レッスンプロのアーチャーも殺害する展開となっている。本編中ではブリマーのファースト・ネームは語られていないが、ノヴェライズ版では「マイケル」であったと設定されている。また『刑事コロンボ』シリーズで今回のような過失致死または傷害致死に当るのは、旧シリーズの本作と「ロンドンの傘」、新シリーズの「虚飾のオープニングナイト（殺意のナイトクラブ）」の計3作のみである。原題中の「leads a hand」は「協力する」という意味で、ケニカット夫人をその手にかけたブリマーがコロンボに協力するという掛詞になっている。

ホリスター将軍のコレクション "Dead Weight"
マーチン・J・ホリスター - 演：エディ・アルバート（吹き替え：久松保夫）
- 職業：退役軍人（元・海兵隊准将）、軍用資材調達会社社長
- 人物：朝鮮戦争で数々の武勲に輝き、周囲から未だに将軍と呼ばれる英雄。「鋼鉄の騎士」という異名をとる。戦闘中に地雷による負傷がきっかけとなり退役する。その後は軍に資材を調達する会社を経営し、ロサンゼルスの海沿いに大きな邸宅を構えている。また愛用のヨットの名は自分の異名と同じ「鋼鉄の騎士」号。老齢に関わらず血気盛んな人物。現役時代、胸に弾丸を受けても微動だにしなかった（胸ポケットに入れていた手帳のため、命に別状はなかった）など、冷静沈着を通り越した冷血そのもので、コロンボに「薄気味悪いぐらいの勇気、普通の人間なら震えてしまうようなことでも平気にやってのける」とまで言わしめる。真珠を散りばめた愛用のコルト45口径をはじめ、特別に仕立てた軍服や弾丸の痕がある手帳など、過去の自分の栄光を語る品々を陳列棚に飾るほど、名誉欲も強い。
- 被害者：海兵隊資材調達部大佐ロジャー・ダットン（演：ジョン・カー）
- 犯行：防衛施設建設のため不正取引を行っており、海兵隊資材調達部のダットン大佐から落札価格を事前に入手していた。しかし軍の監査が入ることになり、ダットン大佐は不正が発覚するのを恐れて逃亡しようとしたため、ホリスターはダットンを銃殺。死体を海に遺棄して事件の痕跡を消したが、海で船遊びをしていた女性ヘレン・スチュワート（演：スザンヌ・プレシェット）に犯行を目撃されたことを知り、ヘレンに接触して懐柔を図る。
- 備考：日本語ノベライズ版では、将軍の引退の理由が地雷の破片による男性機能の障害であることがコロンボの口から言及されている。

二枚のドガの絵 "Suitable for Framing"
デイル・キングストン - 演：ロス・マーティン（吹き替え：西沢利明）
- 職業：美術評論家
- 人物：美術評論家として著名な人物で、新聞批評をはじめ、テレビの芸術番組のホスト、美術大学での講義など幅広く活動している。伯父のマシューズは世界的に著名な美術収集家で、デイルが美術大学を卒業した後は、伯父の代わりに美術品を購入していた。執拗に食らいつくコロンボに対しても、当初から敵意を見せており、当初のコロンボの推理が間違っていた際には、あざ笑っていた。伯父の顧問弁護士であるフランク・シンプソン（演：ドン・アメチー）とは友人である。
- 被害者：美術品収集家ランディ・マシューズ（クレジットなし）、美術大学々生で犯人の恋人トレーシー・オコーナー（演：ロザンナ・ホフマン）
- 犯行：伯父の遺産のほとんどである絵画コレクションが遺言で自分ではなく伯父の別れた妻であるエドナ・マシューズ（演：キム・ハンター）に渡ることを知り、伯父を殺害して罪をエドナに着せて相続権を剥奪させることで、コレクションの簒奪を企む。また共犯者に恋人の美大生トレーシーを利用するが、彼女も口封じのために撲殺する。
- 備考：キングストンとの決着シーンに定評のあるエピソード。また番組開始から殺人まで54秒という短さはシリーズ中最短。トレーシーを演じたロザンナ・ホフマンは、リチャード・レヴィンソンの妻である。シリーズではこの後、「かみさんよ、安らかに」に登場。原題の「suitable for framing」は「額に入れるのにぴったり」つまり「ハメるのにぴったり」という意味である。

もう一つの鍵 "Lady in Waiting"
ベス（エリザベス）・チャドウィック - 演：スーザン・クラーク（吹き替え：小沢紗季子）
- 職業：資産家の令嬢、一族経営の広告代理店の名目上の重役
- 人物：ロサンゼルスでも有数の名家であるチャドウィック家の娘。大手の広告代理店を経営していた兄ブライスとは、そのワンマンなやり方や自分を抑えつけようとする態度が気に入らず、不仲の状態である。また母親（演：ジェシー・ロイス・ランディス）は兄を溺愛しており、彼女に対して冷たい態度を取っていた。恋人のピーター・ハミルトン（演：レスリー・ニールセン）は兄の会社に法律顧問として勤務している。コロンボに細かい質問をされる度に苛立ちの感情を露わにしてしまうなど、精神的に余裕がない。犯行前では地味で清純な風貌であったが、社長就任後は、忌み嫌っていた筈の兄に似た横暴な人格に変わり、ピーターからも距離を置かれていく。
- 被害者：広告代理店社長ブライス・チャドウィック（演：リチャード・アンダーソン）
- 犯行：長年の確執の上、ピーターとの結婚にも反対されたことで、過失致死に見せかけて兄を殺害する。審問では警報ベルに驚いて泥棒と間違えて兄を誤射してしまったと供述し、正当防衛が認められる。自由の身になった後は、兄の後を引き継ぎ広告代理店の社長に就任する。
- 備考：真相を掴んだコロンボを殺そうとした最初の犯人である。

死の方程式 "Short Fuse"
ロジャー・スタンフォード - 演：ロディ・マクドウォール（吹き替え：野沢那智）
- 職業：化学工業会社専務
- 人物：スタンフォード化学工業創始者の一人息子。幼い頃に両親を工場の爆発事故で亡くし、現在は父親の妹ドリス・バックナー（演：アイダ・ルピノ）の夫のバックナー社長の下、専務となっている。しかし、専務の地位は名目だけで実務は全くしないで、会社でも自分の趣味の発明とカメラに没頭している。明るく悪戯好きな性格。大学で化学と法学を学び、弁護士の資格も持つ秀才だが、ギャンブル、車上荒らし、挙句の果てには麻薬にまで手を出している典型的な放蕩息子である。バックナー社長の秘書ベティ・ビショップ（演：アン・フランシス）と密かに交際している。
- 被害者：化学工業会社々長デヴィッド・L・バックナー（演：ジェームズ・グレゴリー）、社長の運転手で機密事項調査にも携わっているクインシー（クレジットなし）
- 犯行：会社を身売りして、自分を会社から追い出そうとしているバックナー社長の殺害を計画。別荘に車で向かうバックナーとクインシーを、葉巻のケースに仕込んだ爆薬で殺害した。その後は、会社のオーナーとなった叔母のドリスに取り入り、副社長のローガン（演：ウィリアム・ウィンダム）を讒言によって失脚させ、晴れて社長に就任した。
- 備考：実際の撮影は「パイルD-3の壁」の後で、急遽追加制作されたエピソード。旧シリーズ中、最も若い犯人（新シリーズ「殺人講義」で犯人の最年少記録が更新される）を演じるマクドウォールは当時44歳であった。会社内に自分の暗室を持っているほど写真マニアという設定だが、実際にマクドウォールはカメラマンとしても有名で、ハリウッド・スターを写した写真集を出版している。

パイルD-3の壁 "Blueprint for Murder"
- エリオット・マーカム - 演：パトリック・オニール（吹き替え：川辺久造）

- 職業：建築家
- 人物：事業家ウィリアムソンの夫人ジェニファー・ウィリアムソン（演：パメラ・オースティン）を抱き込んで出資させて、夢の新都市ウィリアムソン・シティーの建設を計画。古代建築史などにも通じ、大学でも教鞭を取る。野心家で博覧強記の人物。またクラシック音楽の愛好家である。
- 被害者：世界を股に掛けた事業家ボー・ウィリアムソン（演：フォレスト・タッカー）
- 犯行：ウィリアムソン・シティー建設計画に対する出資をウィリアムソンが拒否したため殺害におよぶ。ウィリアムソンの資産は死んだ場合はすべて信託扱いとなっており、夫人でも引き出せなくなってしまうので、死体を隠してウィリアムソンが海外に出張しただけで健在のように見せかけた。
- 備考：コロンボ役のピーター・フォークが監督を務めたエピソード。今回はマーカムがウィリアムソンに拳銃を突きつけて小屋に連れ込むシーンはあるものの、ウィリアムソンの生死は最後まで分からす、すなわちコロンボの「殺人課刑事」としての存在意義を問う内容となっている。またこのエピソードは「刑事コロンボ」が人気を博すかまったくわからない状況で制作されたため、「シーズンファイナル」というより「最終回」らしい演出になっている。

### 第2シーズン
黒のエチュード "Etude in Black"
アレックス・ベネディクト - 演：ジョン・カサヴェテス（吹き替え：長谷川哲夫（旧版）、阪脩（新版））
- 職業：指揮者
- 人物：ヨーロッパ出身。南カリフォルニア交響楽団（日本語吹替版の初版ではサウスランド交響楽団と訳されている）の理事長であるリジー・フィールディング（演：マーナ・ロイ）の娘ジャニス（演：ブライス・ダナー）と結婚し、楽団の常任指揮者となる。妻や姑の前では愛妻家として振る舞い、コンサートではいつも妻が摘んだカーネーションをタキシードにつけて壇上に上がっていた。しかし、実は楽団の美人ピアニスト、ジェニファー・ウェルズと不倫関係にある。
- 被害者：ピアニストジェニファー・ウェルズ（演：アンジャネット・カマー）
- 犯行：愛人のジェニファー・ウェルズから結婚を迫られている。しかし、妻を捨てることは、理事長を務める義母によって楽団から追放されることを意味するため、ジェニファーの殺害を計画する。鈍器で殴ってジェニファーを昏倒させ、ガス自殺に見せかけて殺害した。
- 備考：アレックス役のジョン・カサヴェテスは俳優業の傍ら、インディペンデント映画の監督として活躍しており、テレビシリーズのゲスト出演は異例だったが、ピーター・フォークと親友だったことから出演が実現した。コロンボの愛犬「ドッグ」が初登場する。
- この回から額田やえ子が翻訳担当になり、「うちのカミさんがね……」などの台詞も本エピソードから登場するようになった。

悪の温室 "The Greenhouse Jungle"
ジャービス・グッドウィン - 演：レイ・ミランド（吹き替え・小池版：臼井正明、石田版：小林修）
- 職業：蘭の収集家（ただし植物の栽培は単なる趣味とも解釈できる描写であるため、これが職業であるかははっきりしない）
- 人物：アメリカ最大と自負する蘭のコレクションを持つが、頼りない甥のトニーや堂々と若い愛人との不倫を続ける甥の妻キャシー（演：サンドラ・スミス）も常に見下して憎まれ口ばかり叩くなど、傲慢で皮肉屋。植物の栽培に関してはエキスパートで、コロンボが持ち込んだ枯れかけのアフリカバイオレットを見事に再生させた。
- 被害者：犯人の甥で資産家トニー・グッドウィン（演：ブラッドフォード・ディルマン）
- 犯行：ジャービスは蘭の収集のために多額の金を必要としていた。資産家であった亡き兄の財産は、その息子であるトニー・グッドウィンが引き継いでいるものの、それは信託財産として銀行が管理しており、トニーも自由に引き出すことができない状態である。自由に使用ができない信託財産から金を引き出したいと相談に来たトニーと共謀して、狂言誘拐を画策する。トニーが誘拐されたように見せかけて、信託財産から引き出された身代金をまんまと詐取した。最後の仕上げとしてトニーを射殺し、身代金を独占する。
- 備考：狂言誘拐が起きた段階でコロンボが登場するため、殺人前にコロンボが登場する初めてのエピソードとなった。犯人の姓は英語版ではグッドランドだが、吹替えではグッドウィンに変更されている。レイ・ミランドは「指輪の爪痕」で被害者の夫の新聞社社長ケニカットを演じている。
- 備考：日本語版ノベライズでは、設定の補完や独自の脚色がいくつか見られる。ドラマではジャービスの生業が不明瞭だが、ノベライズでは父親から受け継いだ遺産で金利生活をしているとされ、株式投資の失敗で財産が半減したため犯罪に手を出す破目になったという背景が描かれている。またドラマではトニーを殺害するところまで計画的な行動として描かれているが、ノベライズでは金を分配する段で諍いになって殺してしまうという成り行きになっている。

アリバイのダイヤル "The Most Crucial Game"
ポール・ハンロン - 演：ロバート・カルプ（吹き替え：梅野泰靖）
- 職業：プロ・フットボールチームのゼネラル・マネージャー
- 人物：元はPRマンとして、ワグナー・スポーツ社に入社。その後は社長一家と懇意となり、初代社長の没後は2代目社長のエリックの補佐役として会社の実権を握り、同社経営のアメフトチーム「ロケッツ」のゼネラル・マネージャーをも務める。性格は野心家で尊大。そのため、ロケッツのコーチを務めるラリー・リゾ（演：ジェームズ・グレゴリー）やワーグナー家の顧問弁護士であるウォルター・キャネル（演：ディーン・ジャガー）からは快く思われていない。ただし、バスケットボールチームを買収するなど、事業を拡大させる辣腕ぶりは衆目の認めるところで、犯行動機も「世界最大のスポーツ王国の実現」という初代社長の夢を実現させるためのものであった。
- 被害者：ワグナー・スポーツ社の社長エリック・ワグナー（演：ディーン・ストックウェル）
- 犯行：エリックが無能な上に仕事にやる気が無かったため、更なる事業拡大の野心があったハンロンは彼を殺して会社の乗っ取りを画策する。電話を利用したアリバイ・トリックを使い、試合中のボックス席から抜け出して、自宅のプールで泳いでいたエリックを氷塊で殴って気絶させ、プールで溺死させる。
- 備考：「アリバイくずし」を主題としたコロンボとしては異色のエピソード。第1シーズンの「指輪の爪あと」で犯人を演じたロバート・カルプが再登板した。

ロンドンの傘 "Dagger of the Mind"
ニコラス（ニック）・フレイム - 演：リチャード・ベイスハート（吹き替え：高橋昌也、追加吹き替え：稲葉実）
リリアン・スタンホープ - 演：オナー・ブラックマン（吹き替え：岸田今日子、追加吹き替え：滝沢久美子）
- 職業：舞台俳優
- 人物：イギリスの舞台俳優夫婦。夫婦共に売れない時期が続いていたが、起死回生の為に演劇界の大物プロデューサーであるサー・ロジャー・ハビシャムをリリアンの色仕掛けで口説き落とし、名誉あるロイヤル・コート・シアターでの『 マクベス』の公演にこぎつけていた。夫のニックは舞台に対してのプライドが高い人物で、以前オファーがあったアガサ・クリスティの舞台も「あんな田舎芝居」と言って断わってしまうほどだった。ニックは突然会話の最中に芝居の台詞を言う癖があり、犯行が発覚した際には精神錯乱状態に陥り、マクベスの台詞を朗々と語り始めた。夫婦仲は良好。しかし、ニックは舞台記録係の女性に親しく声をかけるなどしてしまい、それがリリアンの嫉妬を誘発することもある。
- 被害者：演劇プロデューサーでイギリス演劇界の大立者サー・ロジャー・ハビシャム（演：ジョン・ウィリアムズ）、サー・ロジャー家の執事タナー（演：ウィルフリッド・ハイド＝ホワイト）
- 犯行：色仕掛けで近づいた事実を知り、リハーサル前夜の二人の楽屋に乗り込んで公演中止を宣言したサー・ロジャーを思いとどまらせようとして揉み合ううちに、リリアンが投げたクリームの瓶が頭に直撃して、サー・ロジャーは絶命する。死体を自宅に運び、事故に偽装する。その後、サー・ロジャーの執事だったタナーに真相を知られてしまったため、彼を自殺にみせかけて殺害、サー・ロジャー殺しの罪をもなすり付ける。
- 備考：スペシャル・ゲスト・スターとしてクレジットされている俳優が犯人役を演じたのは、この作品が初である（オナー・ブラックマン）。ノベライズ版の「刑事コロンボ／消える女」（放映版の題名は「だまされたコロンボ」）では、スコットランド・ヤードのダーク刑事部長が再登場し、出所後の二人について語る場面があるが、それによるとリリアンについては出所後、小さな劇団を作ってまだ役者を続けているという。

偶像のレクイエム "Requiem for a Falling Star"
ノーラ・チャンドラー - 演：アン・バクスター（吹き替え：藤波京子）
- 職業：ハリウッドの女優
- 人物：かつてはハリウッドを代表する大女優で、子役時代から活躍していた。映画界が斜陽になってからは活躍の場をテレビに移し、撮影所所長だったアル・カンバランドと結婚。アルは13年前にマリブ沖で水難事故に遭って行方不明となったが、ノーラは夫の残した撮影所内のバンガローに今も住んでいる。現在のパトロンは、資本家のフランク・シモンズ（演：ケヴィン・マッカーシー）。普段は酒を飲まないが、極端にストレスを感じると酒を飲んで心を落ち着かせている。コロンボにとっては青春時代の憧れのスターで、初対面の際には興奮して思わずカミさんに電話してしまうほどだった。
- 被害者：ノーラの秘書ジーン・デイヴィス（演：ピッパ・スコット）
- 犯行：作品の興行的失敗から多額の損失を出していたノーラは、悪名高い芸能コラムニストのジェリー・パークス（演：メル・ファーラー）に、帳簿の不正操作を掴まれ脅迫される破目になっていた。ノーラはパークス宅のガレージにガソリンを撒き、自動車が入ってきたのを見計らって放火、車内の人物を死に至らしめる。しかし、車を運転していたのはパークスではなく、彼と交際していたジーンだった。当初は誤認殺人かと思われたが、犯行は最初からジーンを狙ったもので、彼女が知る「ある秘密」を隠蔽し、更に警察の目をパークスに向けさせ牽制する計画であった。この回のストーリー構成はやや変則的で、ノーラが犯人であることは明示しつつ、真の犯行目的は終盤まで伏せられている。
- 備考：演じたアン・バクスターは実際にかつての映画スターで、放映当時はテレビを中心に活躍していた。またノーラ・チャンドラーの人物設定もバクスターの代表作である『イヴの総て』で演じた女優イヴ・ハリントンを髣髴させる。

溶ける糸 "A Stitch in Crime"
バリー・メイフィールド - 演：レナード・ニモイ（吹き替え：天田俊明）
- 職業：心臓外科医
- 人物：全米屈指の心臓外科の権威であるハイデマン博士と共同で、心臓移植に伴う拒絶反応を抑える新技術の研究を行っているが、実はその成果を早く発表して心臓外科医としての名声と地位を得ようと企んでいた。当初の殺人計画が狂っても、あくまでも冷静沈着で、何があっても全く動揺しない。自らの野望のために何人も手をかけたことについて全く罪の意識を持ってはおらず、コロンボを珍しく本気で怒らせた犯人の一人である。コロンボが敏腕刑事であることをいち早く見抜き、最後の最後までコロンボを手こずらせた名犯人である。
- 被害者：心臓外科医エドモンド・ハイデマン（演：ウィル・ギア）、看護婦シャロン・マーティン（演：アン・フランシス）、遊園地従業員ハリー・アレキザンダー（演：ジェイルド・マーティン）
- 犯行：ハイデマン博士が早急な発表に乗り気でないため、博士を殺害して成果を独り占めしようと画策。心臓に持病があった博士の手術の際、数日後に死亡するよう心臓に細工を行った。しかし、看護婦シャロンにその細工を気づかれたために撲殺。モルヒネ中毒者が薬欲しさに彼女を襲ったように偽装し、その罪を着せようと、シャロンの元恋人で麻薬中毒から更生していたハリーにモルヒネを注射して階段から転落させた（死亡したかどうかは明確には描かれていない）。
- 備考：メイフィールドを演じたレナード・ニモイはアメリカで熱狂的人気を持つ「スタートレック（邦題：宇宙大作戦）」のミスター・スポック役で知られる。スポックは感情を極端に抑制した冷静沈着かつ頭脳明晰なバルカン星人で、彼を知る視聴者が「追い詰められつつあるにもかかわらず淡々と犯行を重ねていく地球人離れした姿」に奇妙な説得力を感じるようになっている。コロンボの決め手となる「あんたが感情的になるはずがない」という台詞もパロディと紙一重で、言うなれば「コロンボ刑事 vs ミスター・スポック」という構図の特別なエピソードでもある。

断たれた音 "The Most Dangerous Match"
エメット・クレイトン - 演：ローレンス・ハーヴェイ（吹き替え：小笠原良知、追加吹き替え：田原アルノ）
- 職業：チェスの現世界チャンピオン
- 人物：チェスの世界チャンピオンだったデューディックが病気により参戦しなかったため、チャンピオンの座を獲得する。デューディックの親友の娘・リンダ・ロビンソン（演：ハイディ・ブリュール）とかつて交際していたが破局、リンダには「卑劣な男」と評されている。耳が不自由なため、常に補聴器を着けているが、読唇術を心得ているため、補聴器を外しても何を喋っているのか理解することができる。また、過去にあったチェスの世界戦の勝敗内容を事細かく覚えていたり、デューディックの常備薬のリストを少し見ただけで全て薬品名を暗記してしまうなど異常な記憶力を持っている。しかし、デューディックの形をしたチェス駒に押しつぶされる夢をみてうなされるなど、強いコンプレックスを持ち合わせている複雑な性格の人物である。
- 被害者：チェスの元世界チャンピオンで挑戦者トムリン・デューディック（演：ジャック・クリューシェン）
- 犯行：クレイトンは、復帰したデューディックが参戦してきた今回の防衛戦が重圧となって精神的に追い詰められていた。対戦前夜に密かにデューディックとチェスで戦ったものの完敗を喫し、栄光の座から転落することを恐れる。デューディックがアメリカを離れようとしていたように見せかけた細工を施した後、デューディックを呼び出し、取り乱した振りをして「リンダに謝罪したい」と偽り、「すまない、恥じ入っている。許してくれ」という主旨の文をメモ用紙に書いてほしいと頼み、これを書かせたうえでホテルのゴミ処理機の中に突き落とした。その後、コロンボやデューディックのコーチを務めるマゾー・ベロスキー（演 - ロイド・ボックナー）をはじめとする関係者達のもとを訪れ、デューディックに書かせた文を見せたことで、彼が対局前に逃げ出した途中に転落死したと思わせた。しかし、デューディックはゴミ処理機に落とされながらも奇跡的に一命を取り留め、意識も戻り始めていた。焦ったクレイトンは、デューディックの常備薬をすり替えて、ついに息の根を止めた。
- 備考：クレイトンを演じたローレンス・ハーヴェイはガンに冒されていたにもかかわらず本エピソードを撮影し、放映直後に逝去、これが遺作となった（ローレンス・ハーヴェイの項を参照）。レストランのシーンで食事に手を付けないが、実際に食事のとれない体調であった。

二つの顔 "Double Shock"
デクスター・パリス&ノーマン・パリス - 演：マーティン・ランドー（吹き替え：滝田裕介）
- 職業：一卵性双生児の兄ノーマンは銀行の副頭取、弟のデクスターは料理評論家。
- 人物：デクスターは陽気な性格で、テレビの料理番組で主婦層にかなりの人気がある。兄のノーマンはまじめで冷静な人物だが、その反面、週末には必ずラスベガスに行くなどギャンブル狂で、その為多額の負債を抱えている。幼い頃から兄弟仲は険悪だったが、財産家の叔父クリフォードの家に長年家政婦として勤めているペック夫人（演：ジャネット・ノーラン）からは息子のように可愛がられている。二人とも足は偏平足である。
- 被害者：犯人の伯父で富豪クリフォード・パリス（演：ポール・スチュワート）
- 犯行：クリフォードが若い妻リサ・チェンバース（演：ジュリー・ニューマー）を迎えようとしたため、遺産の取り分が少なくなることを恐れ、事故に見せかけてクリフォードを感電死させる。しかし、クリフォードは結婚の如何を問わずに婚約者であるリサに全ての遺産を贈るという遺言を既に作成していた。その後、リサはマンションから謎の転落死を遂げる（犯人が殺害し、顧問弁護士に罪を着せようとしたようにも見えるが、明確には描かれていない。日本語ノヴェライズ版では偶然の事故死とされている）。
- 備考：当初、視聴者にはデクスターの犯行であるように描きつつ、ドラマの途中で同じ容貌を持つ双子の兄ノーマンが登場することにより、視聴者はどちらが犯人かわからなくなってしまう。刑事コロンボ独特の「倒叙推理モノ」から急転直下「本格ミステリー」へ展開するところが本作の見所である。デクスターとコロンボの料理番組シーンはすべてアドリブ。

### 第3シーズン
毒のある花 "Lovely But Lethal"
ビベカ・スコット - 演：ヴェラ・マイルズ（吹き替え：伊藤幸子）
- 職業：化粧品会社女性社長
- 人物：化粧品会社ビューティー・マークの社長として、長年に渡り化粧品業界に君臨していた。彼女のポートレートはビューティー・マーク社のトレードマークとなっている。しかし、近年は業績不振と、ライバル会社であるラング社の追い上げにより、大きく株価を落としていた。広大な敷地の別荘を持っており、ダイエット合宿用の施設として開放している。壮年ながらも美への執着心は人一倍である。また自分より若い男性しか付き合わず、カールのように何人もの男性と付き合っては、飽きるとすぐに捨てていた。開発主任のマーチソン博士（演：フレッド・ドレイパー）からまさに美の女神のように崇められている。
- 被害者：化粧品会社ビューティー・マーク社員カール・レッシング（演：マーティン・シーン）、化粧品会社ラング社々長秘書シャーリー・ブレイン（演：シアン・バーバラ・アレン）
- 犯行：再起をかけて「ミラクル」と名付けた夢のしわ取りクリームの開発に成功したが、そのクリームと分子式が自社の研究員カール・レッシングからライバル社社長デビッド・ラング（演：ヴィンセント・プライス）へ売られるという情報を聞きつける。カールはビベカの元恋人だったが、かつて弄ばされ捨てられたことを恨んでいた。ビベカが分子式を横流ししないよう懇願しても聞き入れず、さらに彼女自身も嘲笑うカールの態度に思わずカッとなったビベカはその場にあった顕微鏡で撲殺してしまう。ラングの秘書で実はビベカのスパイであるシャーリーが事件の真相に気づいて脅迫してきたことから、シャーリーが吸うタバコに毒を仕込んで殺害する。

別れのワイン "Any Old Port in a Storm"
エイドリアン・カッシーニ - 演：ドナルド・プレザンス（吹き替え：中村俊一、追加吹き替え：塚田正昭）
- 職業：ワイン製造会社経営者
- 人物：イタリア人の父とイギリス人の母の間に生まれる。父が創設したカッシーニ・ワイナリーの経営者。腹違いの弟リックはワイナリーのオーナーの地位を相続したが、経営にもワインにも興味がなく遊んで過ごしていたため、エイドリアンが経営を任されていた。ワインをこよなく愛しており、採算度外視で最高級のワイン作りに没頭している。ワイン協会から表彰される「今年の人」に内定していた。ワイン収集家としても知られ、高額なワインを多数購入して貯蔵室にコレクションしており、父親の遺産として受け取った金を全て高額なワインの購入費に当ててしまったほどである。ワインの鑑識の才能は天才的で、世界でも数人しか気づかないであろうワインの酸化した味の変化までも見分けることができる。しかし、リックとは価値観の違いから険悪な仲であった。秘書のカレン・フィールディング（演：ジュリー・ハリス）は非常に有能な女性であるが、彼女はボスのエイドリアンの事を密かに慕っている。カレンは嘘の証言をしてエイドリアンをかばうが、それをネタとしてエイドリアンに結婚を迫る。ワインを守りたいという純粋な動機はコロンボからも同情され、またエイドリアンも捜査のために短期間で勉強したコロンボのワインの知識を高く評価するなど、最後は互いに尊敬する仲になった。
- 被害者：ワイン製造会社オーナーリック・カッシーニ（演：ゲイリー・コンウェイ）
- 犯行：経営の悪化からリックがワイナリーを安物ワインを乱造する会社に売却しようとしたことで口論となり、置物で殴り倒して気絶させてしまう。手足を縛り上げ、空調を切った貯蔵室に閉じ込めて窒息死させる。その期間、自分はニューヨークに出張していたというアリバイを完成させる。ロサンゼルスに帰ってきてから、リックの遺体にウェットスーツを着せて海に投げ込み、事故死に見せかける。
- 備考：このエピソードの終幕においてもコロンボはいまだ決定的な証拠を突きつけてはおらず、カッシーニにはまだ言い逃れできる余地がある。ただしこの犯人に対してはこれで十分なのであって、しっとりとした上品なラストとなっている。

野望の果て "Candidate for Crime"
ネルソン・ヘイワード - 演：ジャッキー・クーパー （吹き替え：中谷一郎、追加吹き替え：稲葉実）
- 職業：上院議員候補者
- 人物：組織犯罪撲滅運動を公約に掲げて、上院議員選挙に出馬した。その為、犯罪組織から脅迫状が届き、警察の護衛が常に張り付いているが、実際は選挙参謀であるハリー・ストーンが有権者からの票確保のために仕組んだ「やらせ」だった。妻ヴィクトリア（演：ジョアン・リンヴィル）の秘書であるリンダ・ジョンソン（演：テイシャ・スターリング）とは不倫関係である。政治家としての表の顔は誠実かつ地味。しかし裏では愛人を持ったり、汚い選挙対策を推し進めるハリーのやり方を黙認している。なお、犯人が公職者というケースはヘイワードが初めてである。コロンボの執拗さに当初から苛立ちを感じていて、追及をかわすために先手を打つが、それがかえって自分の首を絞める結果となった。
- 被害者：選挙参謀ハリー・ストーン（演：ケン・スウォフォード）
- 犯行：ハリーから愛人リンダとの仲を清算することを強要されるなど、傲慢なハリーが次第に邪魔になりだしたヘイワードは、ハリーに自分の服を着せて射殺、犯罪組織が自分とハリーを間違えて暗殺したように偽装した。
- 備考：喧騒とした選挙事務所やパーティ会場を演出すべく、大量のエキストラを使っている。全シリーズを通してコロンボがもっともネチネチとからんでいった犯人であり、中盤の選挙事務所における第1対決だけで10分以上もかけている。また本事件はコロンボにとって余程印象が強かったらしく、のちの「意識の下の映像」「第三の終章」では本事件についてコロンボが語るシーンが度々描かれている。

意識の下の映像 "Double Exposure"
バート・ケプル - 演：ロバート・カルプ（吹き替え：梅野泰靖、追加吹き替え：小島敏彦）
- 職業：心理学者、意識調査研究所所長
- 人物：心理学の権威で博士号も持つ。宣伝・広告の心理学について多数の著書を持ち、わずか三年間で宣伝の進路を変えたと高い評価を受けている。意識調査研究所を主宰しており、企業からさまざまな販売促進戦略の立案を請け負っている。しかし、その裏では研究所を拡大させるため、妻帯者の男性顧客をキャンペンガールに誘惑させて、その弱みにつけこんで恐喝を重ねていた。プライドが非常に高く、「ケプルさん」と呼びかけたコロンボに対して、わざわざ「ケプル博士です」「ドクターと呼んでほしい」と訂正していた。自信に満ちあふれ、会話も行動もスタイリッシュで、コロンボとは丁々発止の勝負を繰り広げた。極めて冷静で論理的な人間であると自負していて、撃たれた被害者がまだ崩れ落ちない間に被害者の横を平然とすり抜けて行くほどだった。所長室に多数の銃を飾るほどの銃器の愛好家でもあり、被害者の心臓を一発で誤りなく打ち抜くほど銃の腕前はプロ級である。日本語ノヴェライズ版では、ケプル博士はオリンピックの近代五種競技（射撃・フェンシング・水泳・馬術・ランニング）の金メダリストの経験を持つことになっている。
- 被害者：ノリス産業社長ヴィクター・ノリス（演：ロバート・ミドルトン）、映写技師ロジャー・ホワイト（演：チャック・マッキャン）
- 犯行：脅迫対象だったノリス社長が逆に告発すると反撃に出たため、販売促進用の映画の試写中にサブリミナル効果のトリックを使いロビーにおびき出し銃殺した。さらにトリックに気づいて脅迫してきた自社の映写技師であるホワイトも射殺した。
- 備考：第1シーズンの「指輪の爪あと」、第2シーズンの「アリバイのダイヤル」で犯人を演じたロバート・カルプが再々登板した。旧シリーズでの3度の犯人役は、ジャック・キャシディと並ぶ最多記録である。また犯人と同じくロバート・カルプは実際に銃器収集家として有名だった。
- 脚本のスティーブン・J・キャネルは1973年に全米脚本家組合がストライキに入ったことで、本作の脚本を自主的に執筆。「気に入ったら使ってくれ」とプロデューサーに渡し、制作された。

第三の終章 "Publish or Perish"
ライリー・グリンリーフ - 演：ジャック・キャシディ（吹き替え：田口計）
- 職業：出版社社長
- 人物：大衆向けの官能小説で知られるグリンリーフ出版社の社長。地方紙の記者として燻っていたアラン・マロリーの作家としての才能を見出したが、その後はマロリーの意思に反して官能小説ばかり書かせていた。マロリーの新作を手に入れる為に二重三重のトリックを使い完全犯罪を企んだ知能犯。
- 被害者：小説家アラン・マロリー（演：ミッキー・スピレイン）、爆弾マニアエディ・ケーン（演：ジョン・チャンドラー）
- 犯行：売れっ子作家になっていたマロリーは官能小説ばかり書かされていることにうんざりし、シリアスな小説を書くために大手のニール出版に移籍しようとしていた。そこでライリーはマロリーの新作「サイゴンへ100マイル」と、彼にかけていた保険金を詐取するための殺害を計画。ベトナム戦争の復員兵で爆弾マニアのエディ・ケーンを使ってマロリーを射殺する。エディに自分が犯人であるかのような証拠をわざと現場に残させ、犯行時刻に自分は他の場所にいたというアリバイを作り、警察に協力的な市民を演じて捜査を撹乱した。その後、エディも爆弾作成中に事故死したように見せかけて殺害し、新作のネタに困っていたマロリーがエディの小説の構想を盗み、それを恨んだエディがマロリー殺害におよんだ、という筋書きを完成させる。
- 備考：第1シーズンの「構想の死角」で犯人を演じたジャック・キャシディが再登板した。なお、マロリー役は、実際の著名作家であるミッキー・スピレインが演じた。グリーンリーフの共犯者で二人目の被害者・ケーンの吹き替えは橋爪功が担当している。

愛情の計算 "Mind Over Mayhem"
マーシャル・ケイヒル - 演：ホセ・フェラー（吹き替え：鈴木瑞穂）
- 職業：シンクタンク所長
- 人物：軍事産業からのバックアップで人工頭脳の研究を行っている。息子のニール（演：ロバート・ウォーカー・Jr）も科学者で、同じ研究所に勤務している。ケイヒルはニールを溺愛しており、彼が一流の科学者になれるよう手を尽くしているが、その過大な期待が息子を圧迫していることに気付いていない。
- 被害者：シンクタンク教授ハワード・ニコルソン（演：リュー・エアーズ）
- 犯行：ニールの論文「分子構造論」が盗用であることをニコルソンが公表しようとしたため、殺害を決意する。軍事シミュレーションのコンピュータ操作を担当している最中にコントロールルームを抜け出し、自動車でニコルソンを撥ねて殺害。その間の作業を高性能ロボット〈MM7〉に代行させ、部屋から出ていないように偽装した。
- 備考：MM7は、『禁断の惑星』の「ロビー・ザ・ロボット」の着ぐるみである。
- 備考：MM7を開発した天才少年スティーヴン・スペルバーグ（演：リー・H・モンゴメリー）の名は、もちろんスティーヴン・スピルバーグのパロディ。当時のスピルバーグはまだ有名ではなかったが、第1シーズン「構想の死角」の演出を手掛けており、その手腕は認められていた。
- 備考：放映版では描かれていないが、シナリオ版では、コンピュータで事前に殺人計画をシミュレーションし、その結果に基づいて、それぞれが矛盾する証拠を現場にいくつか残すことで、捜査をかく乱しようとした。旧シリーズ全作中、本作品のみノベライズ版が出版されていない。

白鳥の歌 "Swan Song"
トミー・ブラウン - 演：ジョニー・キャッシュ（吹き替え：外山高士、追加吹き替え：金尾哲夫）
- 職業：カントリー・ウェスタン歌手
- 人物：駆け出しの頃は刑務所に服役するという前科を持っていたが、エドナに救われて彼女と結婚した。その後はカントリー・ウェスタン歌手として人気を博す。大ヒット曲は「I Saw the Light」。セスナ機の操縦免許を持っており、国内の移動にはよく自家用飛行機を使う。朝鮮戦争時は兵役に服し、そこでパラシュートの整備係をしていた。自分のギターに対しては特別な愛情を注ぎ、飛行機に乗る際にもわざわざ切符を買って隣の席に乗せるほどだった。根は優しい人物で、コロンボからは「これほどの歌が歌える人に悪い人はいませんよ」とまで言わしめた。
- 被害者：犯人の妻エドナ・ブラウン（演：アイダ・ルピノ）、新興宗教信者でコーラス・ガールメアリ=アン・コッブ
- 犯行：妻エドナは新興宗教「魂の十字軍」の熱狂的信者である。未成年の女性メアリ=アンを州外に連れ出して関係を持ったという弱みを妻に握られ、収入の全てを奪われていた。エドナはその収益で「魂の十字軍」の大聖堂を建立することを計画していた。妻に収益を折半することで妥協するように申し出るが撥ね付けられたため、妻と弱みの原因であるメアリ=アンを、自ら運転中のセスナ機ごと墜落させ、自分はパラシュートで脱出するという命がけの殺人を犯す。
- 備考：犯人を演じたジョニー・キャッシュは実際にカントリー・ウェスタン歌手の大御所で、本編中では自身のヒット曲である"Sunday Mornin' Comin' Down"を歌うシーンがある。

権力の墓穴 "A Friend in Deed"
マーク・ヘルプリン - 演：リチャード・カイリー（吹き替え：北村和夫、追加吹き替え筈見純）
- 職業：ロサンゼルス市警察本部次長
- 人物：コロンボの上司。妻のマーガレットは資産家で、精力的に慈善活動を行っている。隣家のコードウェル夫婦とは家族ぐるみの付き合いをしている。高級住宅地であるベル・エア地区に住居を構える。ギャンブル好きで、多額の資産を慈善活動に注ぎ込む妻の行動や価値観を歯痒く思っており、資産を独り占めしようとした。真相に近づこうとする部下のコロンボに対して圧力を掛けた。
- 被害者：犯人の妻で慈善家マーガレット・ヘルプリン（演：ローズマリー・マーフィー）
- 犯行：隣家に住む旧友ヒュー・コードウェル（演：マイケル・マクガイア）から夫婦喧嘩のあげくに妻を殺害してしまったと相談を受け、宝石泥棒の仕業に見せかけてコードウェルの犯罪を揉み消す。それを奇禍として財産家で慈善家である自分の妻を風呂場で溺死させ、コードウェルにはアリバイ工作の手伝いをさせた。さらに自分の地位を利用して、宝石泥棒であるアーチー・ジェサップ（演：ヴァル・アヴェリー）にその罪を擦りつけようとした。
- 備考：コロンボの直接の上司を犯人にするという奇抜なアイデアのエピソードで人気が高い１本。論破するだけでは絶対に落とせない犯人に対し、コロンボはもっとも手の込んだトリックを仕掛けて彼を罠にはめ追い詰める。原題は「A friend in need is a friend indeed（困ったときに傍にいる友が本当の友）」と掛けている。

### 第4シーズン
自縛の紐 "An Exercise in Fatality"
マイロ・ジャナス - 演：ロバート・コンラッド（吹き替え・小池版：日下武史、石田版：堀勝之祐）
- 職業：健康クラブオーナー
- 人物：ロサンゼルスを拠点とするアスレチックジム・チェーン「マイロ・ジャナス健康クラブ」の総本部オーナー。実年齢53歳ながら、毎日のフィジカルトレーニングで若々しい肉体を維持している。表向きは健康的で爽やかなキャラクターで通っているが、本性は冷酷で傲慢な性格。事件後、被害者の妻ルース（演：コリン・ウィルコックス）を精神的に苦しめる発言をし、それまで冷静に捜査を進めていたコロンボをも激怒させた（「溶ける糸」のように犯人から何らかの行動を引き出すための演技ではなく、明らかに本気の怒りである）。秘書のジェシカ・コンロイ（演：グレッチェン・コルベット）とは男女の仲。腹心の部下バディ・キャッスル（演：パット・ハリントン）はチェーン展開を急速に拡大させた敏腕だが、実は前科があり、詐欺の手口に精通した人物である。
- 被害者：健康クラブチェーン店の社長ジーン・スタッフォード（演：フィリップ・ブランズ）
- 犯行：密かにスポーツ用品店を経営しているマイロは、傘下のジムに自社の製品を不当な高値で買い取らせて莫大な利益を得ていた。元国防省の監査役だったジーン・スタッフォードはこの不正を見抜き、大々的にマイロを告発する準備を進めていた。告発を恐れたマイロは鉄パイプでジーンの首を絞めあげて殺害。死体にトレーニングウェアを着せてジムに運び、バーベルが喉に落ちて事故死したように偽装した。
- 備考：本作の「決め手」は論理展開が複雑なため、いささか分かりにくい。日本語ノベライズ版では、決定的な決め手を欠いているにもかかわらず、追いつめられた犯人が自己崩壊的に犯行を認めるという展開になっている。しかしよく筋を辿るならば、コロンボは犯人の矛盾点を緻密に追い込んでいる。
- 第1のカギは、被害者の遺体が履いていた運動靴と彼が生前仕事中に履いていた革靴の靴紐が左右反転していたことから「被害者のトレーニングウェアは犯人に着せられた」という推理が成り立つこと。第2にマイロが先んじて「ジムでトレーニング中の被害者と電話で話した」と証言し、その様子を周囲に目撃されていたことがカギとなる。
- これらを組み合わせると「犯人は被害者の遺体にトレーニングウェアを着せ、彼が仕事後にトレーニングをしていたという状況を偽装工作した」こととなり、「事件発覚前に被害者がトレーニング中であると知っていたマイロの証言もウソ」となる。マイロは先手を打って完璧なアリバイ工作をしたつもりが、犯人以外知りようもない証言を意図せずしてしまったことでかえって明白な足跡を残す結果になったのである。

逆転の構図 "Negative Reaction"
ポール・ガレスコ - 演：ディック・ヴァン・ダイク（吹き替え：新田昌玄、追加吹き替え：小山武宏）
- 職業：写真家
- 人物：ピューリツァー賞を2度受賞するなど著名な写真家。悪妻のフランシスとは結婚して15年になるが、長年抑圧されていた。前科者のダシュラーとは、刑務所を取材した際に知り合った。助手のローナ・マクグラス（演：ジョアナ・キャメロン）に想いを寄せており、ローナもそれに応えようとしていた。本編では描かれていないが、シナリオの最終稿では、数年前に神経衰弱になっており、フランシスはそれを利用して裁判所に彼の管理能力の喪失を訴え、財産の全てを彼女の管理下に置いたということになっていた。また、シナリオでは助手であるローナとの間はポールの片思いとして描かれている。一方、日本語ノヴェライズ版では、ピューリツァー賞の受賞作品は実は妻の弟の作品であり、その秘密を妻に握られていたために、まったく妻に頭が上がらない状態になっていた、とされている。また、日本語ノヴェライズ版ではポールは秘書のローナに思いを寄せるが、実はローナはポールの写真集を出版してきた出版社々長のレイの愛人であったということになっている。
- 被害者：犯人の妻フランシス・ガレスコ（演：アントワネット・バウワー）、前科者アルヴィン・ダシュラー（演：ドン・ゴードン）
- 犯行：横暴な妻フランシスを誘拐に見せかけて射殺する。また自分が密かに面倒を見ていた前科者のダシュラーにその罪を着せることを計画。ダシュラーが夫人を誘拐したために身代金を渡そうとしたが、ダシュラーが自分をも殺害しようとしたため、やむなく正当防衛で射殺したように見せかけた。またその際に自分の足をダシュラーの銃で打ち抜いて悲劇の夫を演じた。

祝砲の挽歌 "By Dawn's Early Light"
ライル・C・ラムフォード大佐 - 演：パトリック・マクグーハン（吹き替え：佐野浅夫、追加吹き替え：中庸助）
- 職業：ヘインズ陸軍幼年学校（士官学校）校長
- 人物：私立ヘインズ陸軍幼年学校の校長で、己の信念に忠実で厳格な軍人。どのような軍歴を歩んだかは劇中で明かされないが、着用している軍服の勲章や略綬、部隊章から、第1歩兵師団に所属していたこと、第二次世界大戦・朝鮮戦争・ベトナム戦争に従軍したこと、銀星勲章・青銅勲章・パープルハート章など多数の叙勲を受けたことがうかがえる。創設者の孫で学校の理事長のウィリアム・ヘインズは元教え子。しかしウィリアムは学生の頃にラムフォードから厳しく当たられたことを恨んでおり、両者は険悪な仲である。犯行動機も保身や欲得というよりも、純粋に祖国を守るためにはこの学校が必要であるという信念から及んだ犯行であり、逮捕される際にもコロンボに「これ（犯行）は必要だった。私は何度でもやるだろう」と言い放っている。論理的思考の持ち主で、コロンボの執拗な追求も理詰めでかわし続ける。また、生徒の靴が汚れていることが気になるなど、やや神経質なところもある。
- 被害者：ヘインズ陸軍幼年学校理事長ウイリアム・ヘインズ（演：トム・シムコックス）
- 犯行：理事長のウィリアム・ヘインズが、赤字経営に陥っている幼年学校を廃止し男女共学の短大にするのを阻止するため、開校記念日の記念行事の祝砲に使用する空砲の火薬をC4爆薬にすり替えた上、祝砲を放つ大砲（第一次世界大戦時のフランス製75mm砲）に暴発するよう細工を施し、ヘインズに祝砲を撃つよう仕向けて爆殺する。また大砲の清掃当番で反抗的な学生ロイ・スプリンガー（演：マーク・ホイーラー）に責任がいくように偽装した。
- 備考：演じたパトリック・マクグーハンはこのエピソードでエミー賞コメディ・ドラマ部門の最優秀助演賞を受賞した。マクグーハンは本エピソードをきっかけにコロンボ役のピーター・フォークと親交を持ち、以降旧シリーズでは「仮面の男」、新シリーズでは「完全犯罪の誤算」「復讐を抱いて眠れ」に犯人役として出演し、旧シリーズ・新シリーズ通して最多となる4回の犯人役を演じている。この3作では監督も兼任しており、その他にも旧シリーズの「さらば提督」、新シリーズの「奪われた旋律」で監督を務めた。

歌声の消えた海 "Troubled Waters"
ヘイドン・ダンジガー - 演：ロバート・ヴォーン（吹き替え：西沢利明）
- 職業：大手自動車販売会社々長
- 人物：中古車の販売業を主に手掛け、20年かけて名士の地位に登り詰めた苦労人。豪華客船シーパレス号の常連客であり、ギボンズ船長（演：パトリック・マクニー）とは顔なじみ、船内のステージで活動する歌手ロザンナとは愛人関係になっている。年上の妻シルビア（演：ジェーン・グリア）は資産家であり、ダンジガーの成功は彼女の財力に支えられている面も大きい。妻に見捨てられることはダンジガーにとって破滅を意味するため、ロザンナとの浮気は何としても隠し通さねばならない秘密であった。
- 被害者：歌手ロザンナ・ウェルズ（演：フーレー・ボッカー）
- 犯行：愛人だったロザンナが秘密の保持と引き換えに金を要求してきたため、彼女の殺害を決意する。まず薬物を使って自ら軽度の心臓発作を起こし、患者として医務室に搬入される。その後、定時診察の間の僅かな時間にベッドを抜け出して控室のロザンナを射殺、素早くベッドに戻ることで犯行時刻も医務室で寝ていたというアリバイを作り上げた。更に、ロザンナと一時交際していたバンドマンのロイド・ハリントン（演：ディーン・ストックウェル）に罪を着せるため、現場に偽のダイイングメッセージを残したり、銃の領収証をロイドの所持品に混ぜるなどの偽装工作も加えた。綿密に練り上げた犯行計画ではあったが、ロザンナの行動スケジュールと船内の通路に詳しく、合鍵を作る技術を持った人物だけに可能な犯行であったため、コロンボから見れば簡単に容疑者を絞り込める事件でもあった。
- 備考：普段の舞台であるロサンゼルスから離れ、客船上で展開する異色のエピソード。乗客の一人だったコロンボが急遽捜査に取り組まざるを得なくなり、鑑識のサポートもない状況で孤軍奮闘する姿が描かれる。劇中、コロンボが客船のことを「ボート」と呼び、その度に船員が「汽船です」と訂正する場面が何度か繰り返されるが、これは英語圏での船舶の呼び分け（小型船を「boat」、大型船を「ship」と呼ぶ）を使った会話なので、日本人には少し解りにくい。
- 備考：「2枚のドガの絵」で犯人を吹き替えた西沢利明が2度目の犯人役の吹き替えを担当。これにより、「異なる俳優による犯人役2人」を吹き替えた最初の俳優となった。

ビデオテープの証言 "Playback"
ハロルド・ヴァン=ウィック - 演：オスカー・ウェルナー（吹き替え：山田吾一）
- 職業：電子機器メーカー社長
- 人物：電子工学の専門家。ミダス電子工業のオーナー会長のマーガレットの娘であるエリザベス（演：ジーナ・ローランズ）と結婚して社長の椅子に収まった。車椅子生活の妻のために、自宅は手を叩くと自動的に開くドアや車椅子用の階段昇降機があるなどハイテク屋敷になっている。しかし、道楽のような電子機器の開発にかまけて会社の業績を悪化させていた。車椅子の妻を優しく気にかけているように装っているが、実際は陰で何人もの女性と浮気をしている。
- 被害者：ミダス電子工業会長マーガレット・ミダス（演：マーサ・スコット）
- 犯行：会社の赤字をめぐって義母マーガレットと対立、社長解任を言い渡されたため、義母を射殺する。書斎のビデオ監視装置の録画機能を利用して、自分の外出中に殺害されたようにアリバイ工作した。
- 備考：ラストシーンのエリザベスの嗚咽は日本語吹き替え版のアドリブで、原語版には入っておらず賛否が分かれる。映画や舞台劇で有名だったオスカー・ウェルナーの唯一のドラマ出演作品である。エリザベス役のジーナ・ローランズは、「黒のエチュード」で犯人を演じたジョン・カサヴェテスの妻である。ジーナは『こわれゆく女』、『ブリンクス』でフォークと夫婦役を演じている。

5時30分の目撃者 "A Deadly State of Mind"
マーク・コリアー - 演：ジョージ・ハミルトン（吹き替え：小林勝彦）
- 職業：精神科医
- 人物：大学病院に勤務している精神科の医師。催眠療法の研究書を執筆中で、その本のモデルである患者のナディアとは男女の仲である。しかし、研究のために彼女に許容量以上の薬品を投与して催眠を深くしていた。ハンサムな容姿で、ナディアの他にも助手のアニタ・ボーデン博士（演：カレン・マックホン）とも関係を結んでいる。
- 被害者：富豪カール・ドナー（演：スティーブン・エリオット）、その妻で犯人の愛人ナディア・ドナー（演：レスリー・アン・ウォーレン）
- 犯行：ナディアの夫カールに不倫を嗅ぎ付けられて口論になり、逆上して襲い掛かったカールに反撃して撲殺してしまう。現場に居合わせたナディアを説き伏せて、強盗殺人にみせかける。しかし、コロンボの追及に耐えられなくなったナディアがいずれ自白することを恐れ、彼女に催眠術をかけて高層マンションのベランダから転落死させた。
- 備考：放映版ではカール・ドナーは資産家として描かれているのみで、職業などについては触れられていない。一方、日本語ノベライズ版では、カール・ドナーはマークが勤務する病院の経営者であるという設定になっている。

### 第5シーズン
忘れられたスター "Forgotten Lady"
グレース・ウィラー - 演：ジャネット・リー（吹き替え：鳳八千代、追加吹き替え：幸田直子）
- 職業：往年の大女優
- 人物：かつてネッド・ダイヤモンド（演：ジョン・ペイン）とのコンビで一世を風靡したミュージカル・スター。ダイヤモンドが自動車事故に遭って引退して以降は、スクリーンから遠ざかっていた。夫のヘンリーは高名な内科医であったが、今は引退して悠々自適の生活を送っている。ノーラ・チャンドラー同様、コロンボの青春時代の憧れのスターだった。過去の栄光が忘れがたく、毎晩自身の出演した映画を自宅で上映して観ている。そのためか切れたフィルムも自分でつなぎ合わせることができる。昔の主演作の中では特に「ウォーキング・マイ・ベイビー」を愛し、その主人公ロージーと自分とを重ね合わせている。またネッドは密かに彼女のことを愛していた。
- 被害者：元内科医ヘンリー・ウィリス（演：サム・ジャフェ）
- 犯行：往年のミュージカル映画の名場面を集めた映画「ソング＆ダンス」が公開されたことを機に、ネッド・ダイヤモンドを口説いてミュージカル復帰を宣言する。しかし、夫のヘンリーは復帰に反対、資金援助も断る。公演資金が欲しい彼女は夫を射殺、病気に耐えかねての自殺に偽装した。真相を掴んだコロンボの説明に当初信じきれない様子のネッドだったが、ヘンリーがグレースの復帰を望まなかった理由が、彼女は病に侵されていて余命わずかであったこと、その病の影響で最近の記憶も曖昧になっていること、フィルムが切れた空白の時間中、何をしていたかを聞かされるとようやく納得し、憐みの表情を浮かべた。コロンボたちの会話を聞きつけたグレースがやって来るが、コロンボが語った通り、既に彼女はヘンリーを殺したこと自体忘れてしまっていた。それを見たネッドは、自分が犯人だと嘘の自白をし、ショックを受けたグレースに休養を勧める。「証言はすぐに崩されます」と言うコロンボにネッドは「（彼女の余命である）2ヶ月はがんばってみせるさ」と語り、コロンボも「それもいいかもしれない」と返し、彼を連行して邸を去っていった。
- 備考：本エピソードでは、コロンボが射撃テストを長年受けていないことを指摘される。

ハッサン・サラーの反逆 "A Case of Immunity"
ハッサン・サラー - 演：ヘクター・エリゾンド（吹き替え：井上孝雄）
- 職業：外交官
- 人物：中東国家スワリ国の在ロサンゼルス領事館領事代理。自身も王族の血を引いている。自国の服装に身を包み、欧米文化とは距離を置いている。保守的な政治手法で、民主化を求めるデモ隊からは退陣するよう槍玉に上がっている。
- 被害者：領事館警備隊長ユセフ・アラファ（演：アンドレ・ローレンス）、領事館職員ロッホマン・ハビーブ（演：サル・ミネオ）
- 犯行：領事館警備隊長のユセフ・アラファを殴り殺し、さらにはそれをデモ隊の過激派の犯行と見せかけるために自らの執務室を爆破した。その後、共犯であるハビーブをも殴打して失神させ、自動車を崖から転落させて、事故に見せかけて殺害した。殺害の方法はなかなか派手であるが、ハッサンが犯行に及んだ動機は、「我が国には勢力争いがあってね」と匂わせるに留められており、はっきりとは描かれていない。日本語ノヴェライズ版ではハッサン・サラーの犯行をスワリ本国におけるクーデター計画の一環としており、ハッサンは現国王を廃して王弟アハマドを新国王に立て、そのもとでスワリ国首相に就任、さらにはアハマド新国王をも暗殺して自らが国王に即位することを狙っていた、という筋書きとなっている（ただし、アメリカにおける警備隊長殺害と本国のクーデター計画の結びつきは無理がある）。
- 備考：外交官特権に守られ国際問題になりかねない相手をどのように逮捕するかが今作の最大の難関であり、醍醐味でもある。なお、米国では、この作品におけるアラブ民族の描き方がステレオタイプに過ぎるとの批判もある。

仮面の男 "Identity Crisis"
ネルソン・ブレナー - 演：パトリック・マクグーハン（吹き替え：佐野浅夫、追加吹き替え：中庸助）
- 人物：辣腕の経営コンサルタント。実は裏の顔はCIA西部支局長。さらにもう一皮めくると二重スパイ。ロサンゼルス郊外にヘリポートや最新式のマルチ・ステレオ装置などを完備した豪勢な邸宅を持つ。ニューヨーク市立大学を卒業したエリートで、軍隊時代にはパイロットとしても活躍していた。
- 被害者：CIAオペレーター「ジェロニモ」（本名不明・演：レスリー・ニールセン）
- 犯行：ブレナーの二重スパイをネタにして脅迫してきたかつての同僚「ジェロニモ」を、「追いはぎ天国」と呼ばれる強盗の名所として有名な海岸に呼び出して撲殺した。被害者も犯人も詳細不明、しかもCIAから圧力まで掛けられるというコロンボにとってかなり面倒な事件となった。
- 備考：第4シーズンの「祝砲の挽歌」で犯人を演じたパトリック・マクグーハンが再登板した。本作では監督も担当している。被害者役のレスリー・ニールセンは、「もう一つの鍵」に続く出演。

闘牛士の栄光 "A Matter of Honor"
ルイス・モントーヤ - 演：リカルド・モンタルバン（吹き替え：庄司永建、追加吹き替え：稲葉実）
- 人物：メキシコ在住の牧場主で、かつては凄腕の闘牛士。地元では英雄と崇められている誇り高い男。
- 被害者：モントーヤ牧場の牧童頭エクトール・ランヘル（演：ロバート・カリカート）
- 犯行：モントーヤは表向き「足の負傷」という理由で闘牛士を引退したが、真の理由は他にあり、それを長年ひた隠しにしていた。牧場で牛が暴走するトラブルが起きた際、エクトールが偶然に真相を知ってしまったため、モントーヤは彼の殺害を決意。エクトールを薬で弱らせた上でリングに置き去りにし、そこへ猛牛を放って突き殺させた。
- 備考：本作の舞台は、第29話「歌声の消えた海」の船旅で到着したメキシコ。客船上の殺人事件でのコロンボの手腕を聞きつけた当地の捜査官からの協力依頼を受けて、コロンボの捜査が始まる。

魔術師の幻想 "Now You See Him..."
サンティーニ - 演：ジャック・キャシディ（吹き替え：田口計）
- 人物：著名な魔術師（マジシャン）。魔術師として大成功をおさめているが、実はドイツ人で（本名はステファン・ミュラー）、かつてはナチス・ドイツの親衛隊員（階級は親衛隊軍曹）だったという秘密を持っている。
- 被害者：ナイトクラブ・オーナージェローム（演：ネヘミア・パーソフ）
- 犯行：ナチス・ドイツの親衛隊員だったという前身を隠してきたが、その事実を知ったクラブのオーナーのジェロームから永年にわたって脅迫され、金を搾り取られていた。そこでジェロームをショーの合間に殺害し、マジックの手法を使ってアリバイを作った。
- 備考：第1シーズンの「構想の死角」、第3シーズンの「第三の終章」で犯人を演じたジャック・キャシディが再々登板した。旧シリーズでの3度の犯人役は、ロバート・カルプと並ぶ最多記録である。「悪の温室」でコロンボと組んだウィルソン刑事が再登場、前回と異なりコロンボへの信頼は厚い。

さらば提督 "Last Salute to the Commodore"
チャーリー・クレイ - 演：ロバート・ヴォーン（吹き替え：西沢利明）
- 人物：スワンソン造船所社長。被害者の娘ジョアナ（演・ダイアン・ベイカー）の夫であり、若くして社長の座を譲り受けた。ビジネスマンとしては有能で、富裕層向けの高級ヨットを主力商品に据えて社の売り上げを大きく伸ばしたが、それは創業者オーティスの方針には反していたため、親族内に不和を生んでしまっていた。妻ジョアナとの仲も良好ではなく、そのストレスゆえか彼女は酒に溺れている（ドラマではぼかされているが、ノベライズでは夫婦とも不倫をしているという設定になっている）。
- 被害者：オーティス・スワンソン（演：ジョン・デナー）。通称は「提督」。スワンソン造船所の創業者兼オーナー。
- 犯行：海と帆船をこよなく愛するオーティス・スワンソンは、自ら創業した造船会社で成功を収めた傑物であり、「提督」という敬称で人々に知られる名士である。しかし娘婿のチャーリーに経営を任せてから会社は金儲け一辺倒になり、拝金主義に毒された親族たちと昔気質のオーティスとの仲は険悪になる一方であった。提督に縁を切られて財産の相続権を失うという噂が親族間に流れ始めた頃、遂にオーティスは死体となって海中から発見される。当初はセイリング中にブーム（帆の下辺を支える棒）が頭にぶつかって海に転落した事故と思われたが、水死体にしては肺に入った水が少ないなど不自然な点もあり、事故に見せかけた殺人事件という線も疑われた。捜査を担当したコロンボは、チャーリーが偽装工作をしたと見て彼の身辺を探るが、やがて事態は意外な方向に変転する。
- 備考：制作当時、本作をもってシリーズは終了する予定であり、そのためか普段とは一風変わったエピソードに仕上げられている。前半までは普段通りの倒叙形式と見せておいて、後半で真犯人が判らなくなるという仕掛けが本作最大の特徴である。また異色作である一方、「最初に犯人が映る」というお約束はちゃっかり守られている。第4シーズン「歌声の消えた海」で犯人を演じたロバート・ヴォーンが再登板し、監督もシリーズに縁の深いパトリック・マクグーハンが担当するなど、ファンに向けたサービス編あるいは集大成という面も持っている。オーティス・スワンソンを演じたジョン・デナーは、「白鳥の歌」に続く出演。本作でコロンボの部下シオドア・アルビンスキー刑事（通称マック）を演じたデニス・デューガンは、新シリーズ「4時2分の銃声」で監督を務めている。

### 第6シーズン
ルーサン警部の犯罪 "Fade in to Murder"
ウォード・ファウラー - 演：ウィリアム・シャトナー（吹き替え：山城新伍）
- 人物：テレビ俳優で、超人気テレビシリーズ『ルーサン警部』の主演として有名。本名をジョン・シュネリングといい、過去に軍役逃避した秘密を持っていた。自らが演じるルーサン警部になりきり、ルーサン警部のファンであるコロンボとの会話を楽しみ、「容疑者ウォード」を「ルーサンとして」疑ってみたり、あげくにはビデオカメラを持ち出して遊びだすなど、稚気に溢れた一面を持つ。
- 被害者：テレビプロデューサークレア・デイリー（演：ローラ・オルブライト）
- 犯行：プロデューサーのクレアは彼を成功させてくれた恩人であるが、ウォードの軍役逃避したという過去をネタにギャラの半分を吸い上げていた。我慢の限界に達したウォードは、デリカテッセンにおける強盗の犯行に見せかけてクレアを殺害する。演じる者と演じられる者、警部を演じる協力者を演じる犯罪者と、虚構の入れ子構造の込み入った作品。アリバイ工作はテレビ番組をビデオ録画して付き人に見せるというもので、現在の感覚では他愛ないように見えるが、当時のビデオ機器は一般に普及する前であり、非常に高価で特殊な装置であった。
- 備考：「溶ける糸」のミスター・スポックから引き続き、「スタートレック」からカーク船長役のウィリアム・シャトナーが出演。さらにパベル・チェコフ航海士のウォルター・ケーニッグがコロンボの部下の刑事として出演している。またピーター・フォークの妻シーラ・ダニーズが初出演したエピソードである。旧シリーズではこの後、「美食の報酬」に出演。シャトナーの吹き替えを担当した山城は、後に「古畑任三郎」第2シリーズで、犯人役の元マジシャンであるクラブオーナーを演じている。

黄金のバックル "Old Fashioned Murder"
ルース・リットン - 演：ジョイス・ヴァン・パタン（吹き替え：加藤道子）
- 人物：名門リットン家が経営するリットン美術館館長。古風で知的な老婦人であり、美術館に誇りと愛着を持っている。
- 被害者：リットン美術館理事長で犯人の弟、エドワード・リットン（演：ティム・オコーナー）。リットン美術館警備員、ミルトン・シェイファー（演：ピーター・S・フェーブルマン）。
- 犯行：伝統あるリットン美術館であったが、経営は危機的状況にあった。理事長のエドワードは美術館閉鎖と収蔵品の売却を計画。それを許せないルースは、弟の殺害を決意する。ルースは金に困っている警備員のミルトン・シェイファーに命じて展示室に忍び込ませ、彼を射殺。さらに、物音を聞きつけてやってきたエドワードを射殺した。これによって、ミルトンが展示室に盗みに入ったところをエドワードに発見され、互いに発砲して共倒れになったという筋書きを完成させた。その後、コロンボの捜査が進むと、展示物のひとつを姪のジェニー・ブラントの部屋に隠し、彼女に罪を着せようとする。原題 "Old Fashioned Murder"（古い装いの殺人）の通り、過去の殺人が解決の鍵となる。彼女はかつて、自分を裏切り姉と結婚した元婚約者を殺害しており、既に立証出来ない事件ではあるが、この暴露をコロンボに示唆され、今回の殺人を認めるという取引により逮捕された。直接台詞上に現れないためこの「腹芸」は一見しただけでは分かり難い。
- 備考：ミルトンを演じたピーター・S・フェーブルマンは脚本家で、この作品の脚本を担当した。犯人役のジョイス・ヴァン・パタンは、「逆転の構図」に続く出演であり、吹き替えも同じく加藤道子が担当。

殺しの序曲 "The Bye-Bye Sky High IQ Murder Case"
オリバー・ブラント - 演：セオドア・ビケル（吹き替え：田中明夫）
- 人物：会計事務所経営者。知能指数の高い者だけが入れる「シグマ協会」（モデルはメンサ）のメンバー。知性は非常に高いが、神経質。表面上は明るくユーモラスに振る舞うが、内心では常に他者を見下し軽蔑している。シグマ協会の仲間さえ、自分の知力には遠く及ばない愚者と見做している。浪費家の妻に頭を悩ませており、そのために横領に手を染めることになる。
- 被害者：会計事務所の共同経営者、バーディ・ヘイスティング（演：ソレル・ブーク）
- 犯行：オリバーとバーディは古くからの友人で、事務所の共同経営者であり、またシグマ協会のメンバーであった。しかしバーディはいつも自分がオリバーによってからかいのタネにされていることに憤慨していた。オリバーが顧客の金を横領していることが発覚した時、バーディは告発を決意し、遂に二人の関係は破局する。オリバーはシグマ協会のクラブの談話室でバーディを射殺。室内の様々な道具を利用し、自動的に銃声や物音を発する仕掛けを作り上げ、実際とは異なる時刻に事件が起きたように偽装した。
- 備考：オリバーがコロンボに出した「偽金貨を見分ける問題」は、『金田一少年の事件簿』の「首吊り学園殺人事件」にオマージュとして登場している。

### 第7シーズン
死者のメッセージ "Try and Catch Me"
アビゲイル・ミッチェル - 演：ルース・ゴードン（吹き替え：南美江）
- 人物：女流推理小説家。シリーズ最高齢の犯人で、チャーミングな印象を残す老婦人。
- 被害者：姪の夫、エドモンド・ガルヴィン（演：チャールズ・フランク）
- 犯行：唯一の身内である姪を愛していたが、姪は海の事故によって死亡する。姪の事故はエドモンドが仕組んだ殺人だと信じ込んでいるアビゲイルがエドモンドを金庫室に閉じこめて窒息死させ、復讐を果たすが、自書のタイトルと著者名をダイイング・メッセージに利用された。
- 備考：第7シーズンは、前シーズンの「殺しの序曲」で製作を務めたリチャード・アラン・シモンズが全エピソードの製作を担当。シモンズは、フォークが主演した『トマトの値段』の脚本家であり、同じくフォーク主演による『The Trials of O'Brien』の製作も手がけている。新シリーズでも、「汚れた超能力」から「殺意のキャンバス」まで、製作総指揮として参加。

美食の報酬 "Murder Under Glass"
ポール・ジェラード - 演：ルイ・ジュールダン（吹き替え：金内吉男、追加吹き替え：森田順平）
- 人物：著名な料理評論家。テレビや雑誌などでも活躍。
- 被害者：イタリア料理店経営者、ヴィットリオ・ロッシ（演：マイケル・V・ガッツォ）
- 犯行：ポールは評論のさじ加減と引き換えに、様々なレストランのオーナー達から金を吸い上げて蓄財するという悪行を重ねていた。彼の暴挙に立ち向かってきたイタリアンレストランのオーナーのヴィットリオを、フグから抽出したテトロドトキシンを使って毒殺した。いつ毒をもったのかが判明せず捜査は難航する。その毒でコロンボをも殺害しようとするが失敗。
- 備考：作中で猛毒のトラフグと紹介される魚が写るが、実際にはテトロドトキシンを含まないハリセンボンが使われた。

秒読みの殺人 "Make Me a Perfect Murder"
ケイ・フリーストン - 演：トリッシュ・ヴァン・ディヴァー（吹き替え：寺田路恵）
- 人物：テレビ局CNCロサンゼルス支局の辣腕女性プロデューサーで、支局長のチーフ・アシスタント。人生は「闘って勝つ」ことを信条としている。
- 被害者：CNCロサンゼルス支局長、マーク・マキャンドリュー（演：ローレンス・ラッキンビル）
- 犯行：ケイは支局長マークの片腕としてテレビ作品制作に敏腕をふるうとともに、マークの密かな恋人として公私共に尽くしていた。マークがニューヨーク本社の重役として栄転することになり、ケイはマークと一緒に本社に行くか、またはマークの後任の支局長への昇進を期待したが、マークはケイに「君はアシスタントとしては最高だが、トップの器ではない」として、栄転をきっかけに二人の関係を終わらせることを告げる。この事からケイはマークの殺害を決意し、テストフィルムの上映をアリバイ工作に利用して、自ら録音したカウントダウンを聴きながらマークを射殺する。
- 備考：本エピソードには、「パイルD-3の壁」で犯人を演じたパトリック・オニールが終盤にスペシャルゲストスターとして出演している。

攻撃命令 "How to Dial a Murder"
エリック・メイスン - 演：ニコール・ウィリアムソン（吹き替え：平田昭彦、追加吹き替え：佐々木勝彦）
- 人物：心理学者、「人世支配研究所」所長。
- 被害者：犯人の助手、チャールズ・ハンター（演：ジョエル・ファビアニ）。また、本番の犯行に先立ち、犯人の妻ローレン・メイスンが殺害されている。
- 犯行：メイスンは妻のローレンが不倫をしていることを知り、事故に見せかけて妻を殺害する。さらに、その浮気相手であった助手のチャールズをも、訓練したドーベルマンに襲わせて殺害した。
- 備考：本作は、全編にわたり過去の名作映画へのオマージュが散りばめられた怪作。メイスン邸はかつてセダ・バラの自宅であり、ドーベルマンを操るキーワードは映画『市民ケーン』の有名な台詞「バラのつぼみ」で、被害者の名はチャールズ。ドーベルマンの名前はローレル&ハーディである、など。原題はヒッチコック監督の『ダイヤルMを廻せ!』のもじりである。ウィリアムソンはこの年、『名探偵再登場』でもフォークと共演している。

策謀の結末 "The Conspirators"
ジョー・デヴリン - 演：クライヴ・レヴィル（吹き替え：納谷悟朗（小池版）、家弓家正（石田版））
- 人物：アイルランド出身、アメリカ在住の著名な詩人。信念のために手段を選ばない非情さと、詩人としての底抜けの享楽性という二面性を持つ人物。
- 被害者：銃器の仲買人、ヴィンセント・ポーリー（演：アルバート・ポールセン）
- 犯行：デヴリンは少年時代にIRAのテロリストだった過去を公表しているが、現在は平和路線に転身して紛争の救済活動にあたっていた。しかし実は、裏では現在も過激派のための資金集めや武器供与といった支援活動を行っている。IRAのために銃器密輸を行おうとするが、仲買人のポーリーが購入資金を持ち逃げしようとしている事を察知して「処刑」した。本作では犯人が殺人を認めた後に、どのようにして武器を国外に運び出すかというもう一つの犯罪が解決されている。
- 備考：デヴリンの同志の一人、ケイト・オコンネル役で、「二つの顔」に出演したジャネット・ノーランが出演。NHK-BSにおける再放送での家弓の吹き替え音声は、小池版で吹き替えが行われていない箇所で聞く事ができる。

## 新シリーズの犯人

### 第1シーズン
汚れた超能力 "Columbo Goes to the Guillotine"
エリオット・ブレイク - 演：アンソニー・アンドリュース（吹き替え：野沢那智）
- 人物：国防省の支援を受ける超能力研究所で実験に携わる超能力者。その正体は手品師であり、実験で使う超能力も、愛人の研究所長（女性）と組んでトリックを使った全くのインチキ。饒舌かつ自信家。振る舞いは非常に胡散臭い。
- 被害者：手品師、マックス・ダイソン（演：アンソニー・ザーブ）
- 犯行：国防省がブレイクの超能力をテストするために「超能力者キラー」の異名を持つ手品師・ダイソンを雇うが、ブレイクは見事にそのテストを乗り切り、真正の超能力者として認められる。しかし、実はブレイクとダイソンはかつての仲間であり、ウガンダの刑務所で服役した過去を持っていた。ダイソンは服役中にブレイクを売って、その見返りに釈放されたという負い目を持っていたのである。ブレイクはこの恨みを忘れておらず、復讐のため手品用ギロチン台の整備中の事故に見せかけてダイソンを殺害する。
- 備考：旧シリーズ「死の方程式」で犯人の声を吹き替えた野沢那智が2度目の犯人役を担当。

狂ったシナリオ "Murder, Smoke and Shadows"
アレックス・ブレディ - 演：フィッシャー・スティーヴンス（吹き替え：池田秀一）
- 人物：著名な若手映画監督。
- 被害者：犯人の高校時代の友人、レニー・フィッシャー（演：ジェフ・ペリー）
- 犯行：アレックスは高校時代から何本もの自作映画を撮影していたが、撮影中にクラスメートの女性をスタントで事故死させてしまい、それを隠蔽していた。これに気づいた犠牲者の兄のレニーが全てを公表しようとしたため、事故に見せかけて殺害する。
- 備考：犯人を演じたフィッシャー自身も映画製作からキャリアを始めた俳優で、プロデューサーとしても活躍する人物。ラストの映画スタジオを舞台にした対決は非常にショーアップされており、良くも悪くも旧シリーズとの違いを認識できる。

幻の娼婦 "Sex and the Married Detective"
ジョーン・アレンビー - 演：リンゼイ・クローズ（吹き替え：鈴木弘子）
- 人物：著名なセックスカウンセラー。セックスカウンセリング専門診療所を経営する傍ら、ラジオ番組や著述を通じて豊かなセックスを提唱し続ける。
- 被害者：犯人の恋人、デヴィッド・キンケード（演：スティーヴン・マクト）
- 犯行：アレンビーとキンケードは深く付き合っていたが、その一方でキンケードは、診療所の女性従業員であるシンディーと浮気をしていた。アレンビーは、キンケードがシンディーとのセックスの最中に自身を侮辱する言葉を吐く現場を目撃した事から、キンケードの殺害を決意する。普段の真面目な雰囲気とは全く異なる、黒い服と黒いウィッグの娼婦のような出で立ちで、わざと目立つ行動をしながら人前でキンケードに話しかける。「マンネリ化を防ぐプレイの一環」と説明し「娼婦と客」というイメージプレイを続行。ベッドに誘い二人きりになってから、キンケードの裏切りを目撃した事を告げた後、銃で殺害する。
- 備考：キンケードがシンディーとのセックス中にアレンビーを侮辱する言葉として、日本語吹き替え版では「腐りかけのプディング」となっているが、額田やえ子の吹き替え台本では「モチャモチャのプディング」となっていた。原語では「ライスプディング」と言っており、字幕は「安物のプリンさ」と表記される。ノベライズ版での変化点として、被害者のキンケードは「元恋人」になっており、殺害の動機は「復讐」ではなく「保身」に変わっている。吹き替えを手がけた鈴木弘子は、旧シリーズ「ホリスター将軍のコレクション」以来、20年ぶりの出演を果たしている。新シリーズではこの後、「死を呼ぶジグソー」に出演。

迷子の兵隊 "Grand Deceptions"
フランク・ブレイリー - 演：ロバート・フォックスワース（吹き替え：羽佐間道夫）
- 人物：元軍人（大佐）。軍隊体験を売り物とする財団の幹部。
- 被害者：財団の教官で元軍人、レスター・キーガン（演：アンディー・ロマーノ）
- 犯行：財団名誉会長の妻との不倫、収賄などに手を染めていたが、その事実を部下で特務曹長のキーガン教官に知られて恐喝されたため、軍事教練中に刺殺し爆発事故死に偽装。自分はその時刻には名誉会長の誕生日プレゼントのために大量のおもちゃの兵士を陳列していたというアリバイを作る。なお、「刺殺」という殺害手段は、このエピソードが初であった。
- 備考：本エピソードには、「5時30分の目撃者」の被害者カール・ドナーを演じたスティーブン・エリオットが、退役軍人のパジェット将軍役で出演。吹き替えは、「権力の墓穴」で犯人の声を吹き替えた北村和夫が担当。

### 第2シーズン
殺意のキャンバス "Murder, A Self Portrait"
マックス・バーシーニ - 演：パトリック・ボーショー（吹き替え：森山周一郎）
- 人物：天才画家。妻のヴァネッサ、愛人でモデルのジュリー、そして隣家に住んでいる前妻ルイーズと奔放な暮らしをしている。自ら手を下しながら、前妻への思いを残すなど、天才ゆえの繊細さと粗暴さを併せ持っている。前妻しか知らない秘密を持っている。コロンボの見事な肖像画を描き上げた。
- 被害者：犯人の前妻、ルイーズ（演：フィオヌラ・フラナガン）
- 犯行：従順だった前妻が自立し、再婚しようとしたことから、秘密の漏洩を恐れて溺死させ、日がな一日絵を描いていたというアリバイを作った。だが三人の女性は前妻の存在によって繋ぎ止められていたため、結果この生活は終わりを告げる。
- 備考：犯人の妻ヴァネッサを演じたシーラ・ダニーズは、コロンボ役のピーター・フォークの妻である。

だまされたコロンボ "Columbo Cries Wolf"
ショーン・ブライトリー - 演：イアン・ブキャナン（吹き替え：中尾隆聖）
- 人物：ヌードやグラビアを売りにする男性雑誌会社の共同経営者で、同社のカメラマン。プレイボーイとしても知られ、「キャッスル」と名付けられた豪奢な建物で美貌の女性モデルたちに囲まれた奔放な生活を送っている。共同経営者の女性ダイアンとは永年の恋愛関係にあるが、その一方でモデル達と関係を持っていることを隠そうともしない。
- 被害者：男性雑誌会社共同経営者、ダイアン・ハンター（演：ディードル・ホール）
- 犯行：ダイアンはブライトリーの不誠実さに愛想をつかし、会社をイギリスの実業家に売り払うと宣言する。イギリスに旅立ったダイアンはそのまま消息をたち、ブライトリーが彼女を殺害したと考えたコロンボ警部が捜査に入る。しかし余裕綽々のブライトリーは、マスコミにコロンボの捜査ぶりを報道させ、それによって世間の注目の的となった彼の雑誌は爆発的な売れ行きを示すことになる。そして、殺人の決定的な証拠を得られず焦るコロンボと、興味津々で報道を続けるマスコミ陣の前に、殺されたはずのダイアンその人が姿を現す。
- 備考：原題"Cries Wolf"は「狼少年」の昔話から来る慣用句で「嘘をついて驚かせる」の意味。

完全犯罪の誤算 "Agenda for Murder"
オスカー・フィンチ - 演：パトリック・マクグーハン（吹き替え：久米明）
- 人物：辣腕を誇る弁護士。下院議員ポール・マッキーのブレーンとして政界入りを狙っており、司法長官就任の野心すら持っている。
- 被害者：起訴されかけている男、フランク・ステイプリン（演：ルイス・ゾリック）
- 犯行：過去に証拠を秘密裏に処分するという違法な手段で無罪を勝ち取った男ステイプリンから、再度の要請を受けたため、これを自殺に見せかけて殺害した。
- 備考：旧シリーズ第4シーズンの「祝砲の挽歌」、同第5シーズン「仮面の男」で犯人を演じたパトリック・マクグーハンが再々登板するとともに、本作の監督をも務めた。

かみさんよ、安らかに "Rest in Peace, Mrs. Columbo"
ヴィヴィアン・ドミートリー - 演：ヘレン・シェイヴァー（吹き替え：弥永和子）
- 人物：不動産業者。しかし、最愛の夫が刑務所に収監されたあげくに獄死に追い込まれ、そのショックで精神のバランスを崩してしまっている。
- 被害者：不動産会社社長、チャーリー・チェンバース（演：エド・ウィンター）
- 犯行：ヴィヴィアンの夫は、10年前に顧客の金を使い込み、さらにその顧客を殺してしまったことでコロンボに逮捕された。そのきっかけはヴィヴィアンが勤めている不動産会社社長・チャーリーの密告によるものであったため、ヴィヴィアンはそれを恨み続けており、彼を殺害する。さらには、夫を逮捕したコロンボ警部をも逆恨みし、コロンボの愛妻をも殺害しようとする。
- 備考：本エピソードは、「いかにして犯人から自発的に自白を引き出させるか」という形式の作品になっている。「忘れられたスター」、「殺しの序曲」に小さな役で吹き替え出演した弥永和子が、新シリーズ初登場で犯人役を担当。この後、「死者のギャンブル」と「死を呼ぶジグソー」に出演。「狂ったシナリオ」で犯人の声を吹き替えた池田秀一が、コロンボの部下・ブレイディ刑事役で再出演。

華麗なる罠 "Uneasy Lies the Crown"
ウェズリー・コーマン - 演：ジェームズ・リード（吹き替え：菅生隆之）
- 人物：歯科医。妻は資産家の娘であるため裕福な生活を送るが、本人はギャンブル好きで浪費家。
- 被害者：犯人の妻の愛人で俳優、アダム・エヴァンス（演：マーシャル・ティーグ）
- 犯行：放蕩が過ぎたため、義父から絶縁を宣告される。しかし妻と離婚すればたちまち経済的に破綻するため、それを避けるために一計を案じる。妻の愛人の俳優アダムの歯に毒を仕込み、アダムが妻との密会の最中に死亡するように細工する。窮地に陥った妻を助けるという振りをしてアダムの死を隠蔽し、妻と義父に貸しを作った。
- 備考：本作は、日本では小説『謀殺のカルテ／カリブ海殺人事件』として出版されていた、旧シリーズの未使用シナリオを映像化したものである。アメリカでは、このシナリオが『署長マクミラン』シリーズに転用されて放送されており、監督をジャッキー・クーパー（「野望の果て」の犯人役）が担当。ディック・サージェント、ナンシー・ウォーカー、ロン・セイが本人役で出演。

マリブビーチ殺人事件 "Murder in Malibu"
ウェイン・ジェニングス - 演：アンドリュー・スティーヴンス（吹き替え：大塚芳忠）
- 人物：プレイボーイの俳優。テニスのインストラクターなどもこなす。
- 被害者：作家、テレサ・ゴーレン（演：ジャネット・マーゴリン）
- 犯行：遊びの女性との就寝中に、作家である恋人のテレサから突然別れの電話がかかってくる。逆上した彼は車を飛ばし恋人宅に侵入、テレサを銃撃した。捜査が始まると彼が撃ったことはすぐ分かり、問い詰めるとあっさり自供。コロンボすら「こんなに早く犯人が捕まったのは初めてだ」とこぼす。事件解決と思いきや、実は彼が銃撃した時間には既に被害者は死亡していたことが判明。法律上、死んだ時点で遺体は「物」として扱われるから、これは殺人未遂にすら該当せず、捜査は振り出しに戻ってしまう。
- 備考：本エピソードでは、『私のパパはマフィアの首領』でフォークと夫婦役を演じたブレンダ・ヴァッカロが被害者の姉役で出演している。大塚芳忠は「策謀の結末」（石田版）に続く出演。妻・弥永和子に続いての犯人役を演じた。

### 第3シーズン
殺人講義 "Columbo Goes to College"
ジャスティン・ロウ - 演：スティーヴン・キャフリー（吹き替え：大塚明夫）
クーパー・レッドマン - 演：ゲイリー・ハーシュバーガー（吹き替え：山寺宏一）
- 人物：両人とも大学法学部学生。ジャスティンは大学の理事をも務める大物弁護士の息子、クーパーも金持ちの自営業者の息子。頭は良いけれども快楽主義の生活を送り、良心に欠けるような行動を何とも思っていない。シリーズ史上最年少の犯人であり、初の本格的な複数犯。
- 被害者：大学法学部教授、D・E・ラスク（演：ジェームズ・ストリウス）
- 犯行：テストに合格するために試験問題を盗み出し、それを知った法学のラスク教授が落第を宣告したので、遠隔操作できる銃を車に設置して教授を殺害した。一歩も現場に踏み込まずに計画を成功させ、犯行時間には講義を聴いているという鉄壁のアリバイを築く。だが、その際に教壇に立っていたのは、犯罪学の特別講師として招かれていた現職警官コロンボであった。闊達なコミュニケーション能力でコロンボを自分らのペースに引き込む反面、外見だけでコロンボを「ヨレヨレの刑事」と嘲っている。逮捕の瞬間にも、父親の弁護士が自分を救ってくれるはずだと叫ぶなど、人生を甘く見る性癖は最後まで直っていなかった。
- 備考：日本でも同時期1990年あたりから問題視され始めた「犯罪の低年齢化」がテーマ。人生経験豊富な上流階級エリートの犯人らと異なり、若いジャスティンとクーパーは最後までコロンボが曲者であることに気づかなかった。犯人の1人ジャスティンの父親である大物弁護士ジョーダン・ロウを、旧シリーズで3度犯人を演じたロバート・カルプが演じている。吹き替えは梅野泰靖ではなく、『アメリカン・ヒーロー』や『ペリカン文書』でカルプを吹き替えた小林修が担当している。ドラマではジャスティンが犯行を主導しているが、ノベライズ版ではクーパーが主犯になっている。また、試験問題を盗む手口が「ハッキング」によるものに変更されている。

また犯人役の2人組は知能犯のジャスティンを大塚、短絡的なクーパーを山寺が演じている。これは演出の左近允洋の指示によるものだが大塚と山寺は「普通だと俺たち反対だよね」と話し合っていたという。

犯罪警報 "Caution；Murder Can Be Hazardous to Your Health"
ウェード・アンダース - 演：ジョージ・ハミルトン（吹き替え：小林勝彦）
- 人物：公開捜査番組「犯罪警報」の司会者。この番組で解決した事件は幾つもある。
- 被害者：テレビ司会者、バド・クラーク（演：ピーター・ハスケル）
- 犯行：彼の前に司会者に内定していたクラークを、アンダースはテレビ局上層部に不利な噂を吹き込んで蹴落としていた。クラークはアンダースへの復讐を誓い、無名時代のアンダースがポルノ男優をしており相手役が当時10代であること、証拠となるビデオも押さえた。クリーンなイメージのアンダースにとって、この過去は、致命傷となるスキャンダルである。金銭による解決を持ちかけるが交渉は決裂。アンダースは、薬品を仕込んだ煙草で、心不全に見せかけてクラークを殺してしまう。事務所にある防犯ビデオを編集してアリバイ工作をし、煙草も持ち帰るものの、ヘビースモーカーのコロンボはあっさり見抜き疑いの目を向けた。
- 備考：旧シリーズ第4シーズンの「5時30分の目撃者」で犯人を演じたジョージ・ハミルトンが再登板した。吹き替えも「5時30分の目撃者」と同じく、小林勝彦が担当しており、旧シリーズと新シリーズの双方で、同じ俳優を吹き替えることとなった。なお、小林はこのあと、「奪われた旋律」（石田版）にも端役としてゲスト出演している。

影なき殺人者 "Columbo and the Murder of a Rock Star"
ヒュー・クライトン - 演：ダブニー・コールマン（吹き替え：小林清志）
- 人物：敏腕刑事弁護士。
- 被害者：犯人の内縁の妻、元ロック歌手、マーシー・エドワーズ（演：シェリル・パリス）
- 犯行：若い内縁の妻が不倫していることを知り、別れようとするが、クライトンの汚い裏工作を全て知っている妻は高額の手切れ金を要求、支払わないなら全てを公表すると脅迫する。そこでアリバイ工作をした上で妻を殺害し、妻の不倫相手に容疑が向くように偽装する。しかし、それと知らせずアリバイ作りに協力させた女性秘書（演：シーラ・ダニーズ）に犯行を気づかれ、弁護士事務所の共同経営者にさせられてしまう。なお、本作で犯人が使ったアリバイ工作の方法にはかなりの無理がある（バカミス）。
- 備考：コールマンは「二つの顔」にコロンボの部下として出演していた。また、ゲストとしてリトル・リチャードが本人役で出演している。小林清志は、「第三の終章」以来の出演となった。

### 第4シーズン
大当たりの死 "Death Hits the Jackpot"
レオン・ラマー - 演：リップ・トーン（吹き替え：阪脩）
- 人物：宝石商。
- 被害者：犯人の甥でカメラマン、フレディ・ブラウアー（演：ゲイリー・クローガー）
- 犯行：離婚協議中のフレディが3,000万ドルもの宝クジを当てたが、離婚成立前にこのことが知られるとフレディは妻に賞金のかなりの部分を分与しなくてはならないことになる。そこでフレディは叔父のラマーに協力を求め、ラマーが宝クジを当てたことにして代わって換金することになる。だが、実は破産寸前の経済状態にあったラマーは賞金を独り占めしようとフレディの殺害を実行し溺死に見せかける。しかもフレディの妻はラマーの愛人であり、アリバイ作りにも協力した。
- 備考：製作総指揮としてピーター・フォークの名がクレジットされた最初のエピソード。阪脩は、「黒のエチュード」（新版）以来となる犯人役を担当。新シリーズでは、「汚れた超能力」、「だまされたコロンボ」に続いての出演である。フレディの吹き替えは池田秀一が担当。これにより、「犯人」、「被害者」、「刑事」の3役を担当することとなった。

初夜に消えた花嫁 "No Time to Die"
- 備考：エド・マクベインの『87分署シリーズ』「命果てるまで」を原作とする。倒叙物どころか本格ミステリでもないサイコサスペンスであり、コロンボの甥を「花婿」として登場させるなど、これまでの「シリーズのルール」を破るファンにとっては衝撃的なエピソードとなった。「The Columbo Newsletter」のレビューでは最低ランクの「BAD」を下回る「NOT COLUMBO」という新たなカテゴリーが作られたほどである。これは製作総指揮がピーター・フォークになり、シナリオ調達が困難になったためではないかと推測されている。事実、第4シーズンはこの2話で終了となった。

### 第5シーズン
死者のギャンブル "A Bird in the Hand..."
ハロルド・マッケイン - 演：グレッグ・エヴィガン（吹き替え：大塚明夫）
- 人物：ギャンブラーであるが、最近は失敗続きで莫大な借金を抱える。叔父のビッグ・フレッドは富豪。義理の叔母にあたるフレッドの妻ドロレス（演：タイン・デイリー）とも不倫関係にある。常に失敗が続いていることからコロンボの質問にも的確に対応する余裕がない。
- 被害者：フットボール・チームのオーナー、ビッグ・フレッド（演：スティーブ・フォレスト）、庭師フェルナンド（演：レオン・シンガー）、ハロルド・マッケイン
- 犯行：借金に苦しみ、叔父に泣きつくが拒絶され、不倫関係にあったドロレスにすらはねつけられて進退窮まったため、叔父を殺害して遺産を相続しようと車に爆弾を仕掛ける。弁護士のバーティーからクラブにまだ来ないと電話、肝心のドロレスも電話に出ない等の一報が届く。叔父は犯行の前に事故死するという予想だにしていないことが起こり、計画は失敗したばかりか、すぐに仕掛けた爆弾の回収も警察の捜査が始まったためできなくなる。さらには庭師のフェルナンドが叔父の車を移動しようとエンジンをかけ、コロンボたちの眼前で大爆発が起こり、フェルナンドが爆死。後にハロルドは裏でドロレスにフレッドの死の直後何度電話しても出なかったことを不審に思い、彼女に尋問。一方その事実を察知されたドロレスは逆に追い込まれてしまい、ハロルドを殺害。後にコロンボにより、叔父の事故死がひき逃げであること、その黒幕がドロレスと発覚し、あっけなく逮捕された。

- 備考：「殺人講義」で犯人の一人、ジャスティンを吹き替えた大塚明夫が再登板。コロンボ全作中最多の3つの事件が発生する。前シーズンから引き続き、脚本調達は困難だったようで本エピソードはジャクスン・ギリスが以前に執筆し没になっていたものをピーター・フォークが引っ張り出したものと言われている。第5シーズン中に撮影可能な脚本は無かったようで、第5シーズンはこのエピソード1本で終わっている。「犯人になるはずの人物の犯行が空振りに終わる」「1つのストーリーにまったく別の2人の犯人が共存する」「シリーズ新記録となる3つの犯行による3つの殺人」「第1の殺人ではなく、第2の殺人で犯人逮捕（第1の殺人は第2の殺人の動機にもなっている）」といったさまざまなシリーズのパターンをひねった脚本となっている。また、冒頭に登場した犯人と思われた人物が途中で殺されるのは「さらば提督」の発展型とも言える。タイン・デイリーは『女刑事キャグニー&レイシー』で、グレッグ・エヴィガンは『トラック野郎!B・J』で、スティーブ・フォレストは『特別狙撃隊S.W.A.T.』でそれぞれ主役を務めた豪華キャストが犯人と被害者というのも本エピソードの特徴である。

### 第6シーズン
恋に落ちたコロンボ "It's All in the Game"
ローレン・ステイトン - 演：フェイ・ダナウェイ（吹き替え：高畑淳子）
- 人物：資産家の女性。ニックという青年を恋人に持ち、両者は相思相愛の婚約関係にあると世間では見なされている。
- 被害者：犯人の恋人、ニック・フランコ（演：アルマンド・プッチ）
- 犯行：実はニックはローレン以外にもリサという娘と密会を繰り返していた。ローレンのパーティの最中、ニックは会場を抜け出してリサと落ち合っていたのであるが、その火遊びの最中、ニックはローレンに射殺される。ローレンとリサは共犯であると共に、母娘だったのである。コロンボに疑いの目を向けられたローレンは、娘のリサを救おうと、コロンボにあからさまな好意を見せ、誘惑しようとする。
- 備考：ニックの吹き替えは大塚芳忠が担当。池田秀一に続き、新シリーズのみで「犯人」、「被害者」、「刑事」の3役を担当することとなった。

4時2分の銃声 "Butterfly in Shades of Grey"
フィールディング・チェイス - 演：ウィリアム・シャトナー（吹き替え：矢島正明）
- 人物：ラジオ番組のパーソナリティ、政治評論家。義理の娘ヴィクトリアを溺愛している。
- 被害者：犯人の部下でヴィクトリアの友人、ジェリー・ウィンタース（演：ジャック・ローファー）
- 犯行：ヴィクトリアは小説家になることを希望しており、その才能を認めた友人のジェリーが小説の売出しを手助けしようとする。しかしチェイスはヴィクトリアへの溺愛と独占欲の余り、これを妨害。激怒したジェリーに過去の悪行を暴露すると言われ、殺害に転じた。
- 備考：ウィリアム・シャトナーは「ルーサン警部の犯罪」以来となる犯人役を担当し、パトリック・マクグーハン、ジョージ・ハミルトンと同様に旧シリーズと新シリーズの双方で犯人を演じることとなった。吹き替えを手がけた矢島正明は、「スター・トレック」のカーク艦長役をはじめ、シャトナーの吹き替えを持ち役としている他、「歌声の消えた海」、「さらば提督」に出演したロバート・ヴォーンのほとんどの吹き替えを担当している。
- 本エピソードをもってパイロット版から日本語吹き替え版の演出を手掛けてきた左近允洋が降板、以降は壺井正が担当している。

死を呼ぶジグソー "Undercover"
- 備考：本作も「初夜に消えた花嫁」同様『87分署シリーズ』「はめ絵（Jigsaw）」の映像化作品であり、コロンボの明確な対決相手は存在しない。殺人事件から端を発する大金の隠し場所を示した写真のピースを追って、コロンボが様々な変装をし潜入捜査を試みるという筋立てで、フォークの楽しそうな演技が見所である。最後に犯人を尋問し落とす辺りは、“コロンボ的”な手がかりがきちんと描かれている。*「攻撃命令」に小さな役で出演したエド・ベグリー・ジュニアがメインゲストとして出演、タイン・デイリーが「死者のギャンブル」に続く出演を果たしている。この他、シーラ・ダニーズが新シリーズでは3度目の出演。

### 単発
奇妙な助っ人 "Strange Bedfellows"
グラハム・マクヴェイ - 演：ジョージ・ウェント（吹き替え：樋浦勉）
- 人物：牧場主。サラブレッドの育成で競馬に携わる。
- 被害者：犯人の弟、テディ・マクヴェイ（演：ジェフ・イェーガー）。マフィア、ブルーノ・ロマーノ（演：ジェイ・アコヴォーン）
- 犯行：借金に追われ泣きついてきた腹違いの弟に、八百長競馬レースでの返済を提案。だが自身の馬に薬物を飲ませて弟が賭けた馬を負けさせ、更なる窮地に追い込む。金貸しでマフィアのロマーノと話をつけると偽り、ロマーノのレストランでネズミ騒ぎを起こして、弟を深夜の森に呼び出した上で殺害。金がらみでロマーノに弟を殺されたと偽装した後、ロマーノをも自宅に呼び出して殺害、正当防衛に見せかける。彼に疑いを持ったコロンボは、元マフィアのボス、ヴィンセント・フォテーリ（演：ロッド・スタイガー）に呼び出され、ロマーノ殺しの解決を約束させられた。
- 備考：ジョージ・ウェントは、2000年に映画『消滅水域』でもフォークと共演している。
- 備考：実は劇中でフォテーリらがマフィアであるという明確な台詞や描写はない。「裏の世界に多少影響力を持っているイタリア系の老人」程度の曖昧な描写となっており、警察とマフィアがあからさまに協力しあうという構図は回避されている。

殺意の斬れ味 "A Trace of Murder"
パトリック・キンズレー - 演：デヴィッド・ラッシュ（吹き替え：船越英一郎）
キャサリン・カルバート - 演：シーラ・ダニーズ（吹き替え：藤田淑子）
- 人物：キャサリンは実業家クリフォード・カルバートの妻で、パトリック・キンズレーはその愛人。
- 被害者：投資家、ハワード・セルツァー（演：レイ・バーク）
- 犯行：キャサリンは横暴な夫クリフォードに嫌気が差していたが離婚で無一文になるのは避けたい。そこで、キャサリンと愛人キンズレーは、クリフォードと顧客のひとりのハワード・セルツァーが深刻な対立関係に陥っていたことを利用し、セルツァーを殺害してその罪をクリフォードに着せるという計画を実行する。クリフォードが刑に服することになれば、キャサリンは妻の座を失わず、財産も自由にできるという段取りである。殺害現場で捜査するコロンボの前にキンズレーが現れる。実はキンズレーはロサンゼルス市警察の鑑識員。彼はその立場を利用して疑われず証拠を隠滅する。
- 備考：逮捕後、コロンボが疑いのきっかけを行き付けの店の主人らに説明するシーンがある。店主役はフォークの馴染みの役者（ジョン・フィネガン）。犯人に目星をつけた際に、コロンボがカメラに向かい視聴者に語りかける（独り言を言う）という珍しい演出のシーンがある。キャサリンを演じたシーラ・ダニーズはコロンボ役のピーター・フォークの夫人である。ダニーズは新シリーズで複数回出演しているが、本作で初めて犯人を演じ、「コロンボと『ウチのカミさん』との対決」が実現した。
- デヴィッド・ラッシュが演じたパトリックの吹き替えは、船越英一郎が担当している。石田が後に語ったところによると、船越と仕事で一緒になった際、「刑事コロンボが大好きなので、出演させてほしい」と船越が直談判したことがきっかけで実現したとのこと。このことは2018年11月3日に放送された『刑事コロンボ 完全捜査ファイル』（NHK BSプレミアム）の中でも船越本人が語っている。また、船越は「（『俺がハマーだ!』でラッシュを吹き替えた）羽佐間道夫さんの真似にならないことを意識し、役をしっかり作り込んでから収録に臨んだ」とも述べている。なお演出の壺井正は、もし石田からの推薦がなかったら羽佐間をラッシュの吹き替えに起用していだだろうと、『別冊宝島 刑事コロンボ完全事件ファイル』で語っている。
- 本エピソードが額田やえ子が翻訳を手掛けた最後の回になった。

復讐を抱いて眠れ "Ashes to Ashes"
エリック・プリンス - 演：パトリック・マクグーハン（吹き替え・石田版：有川博、銀河版：山野史人）
- 人物：俳優崩れの葬儀社社長。その経験を生かして、ハリウッドの芸能人の葬儀を多数引き受ける。
- 被害者：元愛人で芸能レポーター、ヴェリティ・チャンドラー（演：ルー・マクラナハン）
- 犯行：元愛人で芸能レポーターのヴェリティに、かつて大女優の遺体からネックレスを失敬した事を突き止められ、新聞で暴露すると告げられ彼女を殺害した。葬儀屋というポジションを利用し、彼女を火葬にし、他の遺灰に混ぜて犯行そのものを隠蔽しようとする。最後にはコロンボに動かぬ証拠を突き付けられて観念したが、証拠を突き付けられた際、コロンボに「これはあなたの葬式です」と皮肉られた。
- 備考：旧シリーズ第4シーズンの「祝砲の挽歌」、同第5シーズンの「仮面の男」、新シリーズ第2シーズンの「完全犯罪の誤算」で犯人を演じたパトリック・マクグーハンが4度目の登板を果たすと共に、本作の監督をも務めた（マクグーハンは旧シリーズ第5シーズン「さらば提督」、新シリーズ第2シーズン「完全犯罪の誤算」、本作、単発の「奪われた旋律」で監督を務めている）。新・旧シリーズ通じて4度の犯人役は、刑事コロンボ史上の最多記録である。また、葬儀を行なった人物としてスティーヴン・ボチコの名前が登場する。本エピソードでのマクグーハンの容姿は、「仮面の男」で自身が演じた犯人、ネルソン・ブレナーの変装した姿である「スタインメッツ」風になっている。さらに、被害者の殺害方法や、殺害シーンのカメラアングルも「仮面の男」と同じになっている。プリンスのアシスタント役で、マクグーハンの長女、キャサリン・マクグーハンが出演している。WOWOW版でプリンス役の吹き替えを担当した山野史人は、映画『消滅水域』でフォークを吹き替えた経験を持つ。

奪われた旋律 "Murder With Too Many Notes"
フィンドレー・クロフォード - 演：ビリー・コノリー（吹き替え・石田版：佐々木勝彦、銀河版：堀勝之祐）
- 人物：サスペンス映画音楽の作曲家・指揮者。
- 被害者：犯人の弟子で作曲家見習い、ガブリエル・マッケンリー（演：チャド・ウィレット）
- 犯行：クロフォードは映画音楽の巨匠として不動の地位を築いていたが、実はもはや才能は枯渇しており、近年の著名作品は実は弟子の青年ガブリエルがゴーストライターとなったものであった。しかし、ガブリエルは日陰の身に甘んじることに我慢できなくなり、正当な評価を求めて自立を宣言する。このままでは真実が明るみに出てしまい、自らの名声が地に落ちると恐れたクロフォードは、ガブリエルを薬で眠らせてから演奏会場のエレベーターによって屋上から転落させ、事故死に見せかけた。
- 備考：WOWOW版は堀勝之祐が吹き替えを担当している。堀は、「自縛の紐」（石田版）以来となる犯人役吹き替えを担当。本エピソードには、ガブリエルが転落死する瞬間を目撃する婦人・マルシアの役でアン・マクグーハンが出演している。アンは、本作の監督・製作総指揮を務めたパトリック・マクグーハンの娘であり、前作「復讐を抱いて眠れ」に出演したキャサリン・マクグーハンの妹である。

殺意のナイトクラブ（日本テレビ版およびBlu-ray disc『完全版 刑事コロンボ』での題名） "Columbo Likes the Nightlife"
虚飾のオープニングナイト（WOWOW版およびNHK版題名）
ジャスティン・プライス - 演：マシュー・リス（吹き替え・石田版：香川照之、銀河版：佐久田脩）
ヴァネッサ・ファロー - 演：ジェニファー・スカイ（吹き替え・石田版：甲斐田裕子、銀河版：斎藤恵理）
- 人物：ジャスティンはレイヴ・プロモーター。ヴァネッサはその恋人で、あまり売れていない女優。
- 被害者：資産家、トニー・ガルパー（演：カーマイン・ジョヴィナッツォ）、タブロイド誌記者、リンウッド・コーベン（演：ダグラス・ロバーツ）
- 犯行：ジャスティンは友人のトニーからナイトクラブ開店のための金を出資してもらう約束をとりつけることに成功し、驚喜していた。しかし、その直後にトニーは元の妻のヴァネッサを訪問し、彼女とジャスティンが交際していることを知って逆上する。口論の末、ヴァネッサはトニーを突き飛ばし、これでトニーは死んでしまう。ジャスティンに助けを求めるヴァネッサ。過失致死ではあったため罪は軽いはずだが、出資金が振り込まれる前にトニーが死んだことが明るみに出ると、ジャスティンはナイトクラブを開くことができなくなる。そこでジャスティンはトニーが失踪したように見せかける。しかし、犯行を目撃したタブロイド誌記者・コーベンに脅迫されたため、ふたりは彼も自殺に見せかけ殺害する。
- 備考：石田版でプライスの吹き替えを担当した香川照之は、学生時代にコロンボのノベライズ版を読破するほどのコロンボファンであることが、ブルーレイ版のライナーノーツで紹介されている。マシュー・リスは、2001年に『失われた世界』でフォークと共演している。